# Céreste-en-Luberon
Pour l’article ayant un titre homophone, voir Ceyreste.
Céreste-en-Luberon (dénommée Céreste jusqu'au 1er janvier 2024) est une commune française située dans le département des Alpes-de-Haute-Provence, en région Provence-Alpes-Côte d'Azur.
Le nom de ses habitants est Cérestain.

## Géographie
Protégée au nord par les monts de Vaucluse, et au sud par la chaîne du Luberon, Céreste-en-Lubéron est à la frontière entre la Basse et la Haute Provence, sur l'ancienne via Domitia, à 370 m d’altitude.

### Communes limitrophes
| Viens (Vaucluse)                     | Sainte-Croix-à-Lauze            | Reillanne                       |
| Saint-Martin-de-Castillon (Vaucluse) | Céreste                         | Montjustin                      |
| Peypin-d'Aigues (Vaucluse)           | Vitrolles-en-Luberon (Vaucluse) | Vitrolles-en-Luberon (Vaucluse) |

### Géologie

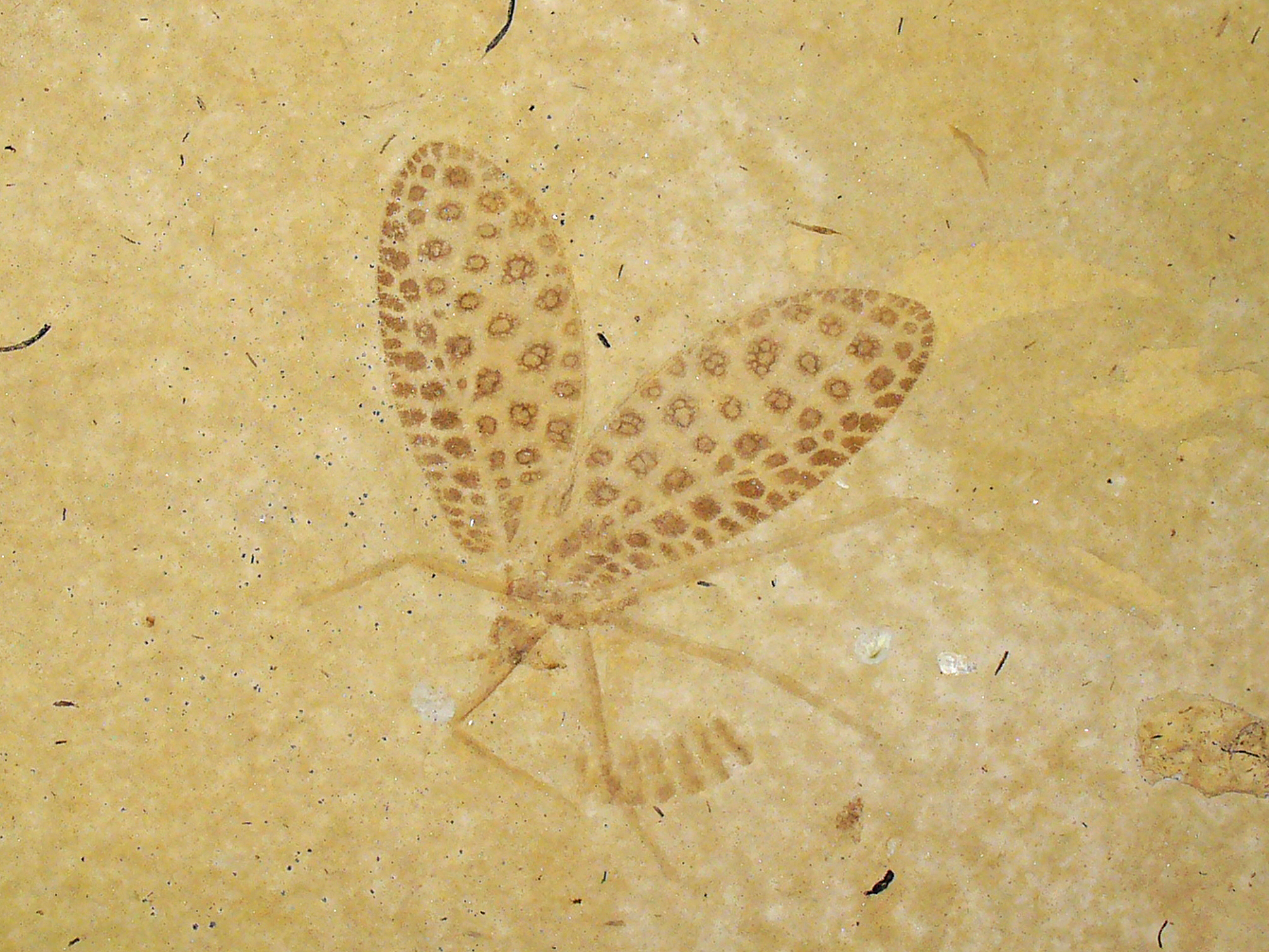
Lithymnetes laurenti Théobald 1937.

Il y a 50 millions d'années, au début de l'éocène, les bassins d'Apt et de Céreste sont recouverts d'un grand lac intérieur. Le climat de type tropical permet, jusqu'à l'oligocène, le développement d'une faune et d'une flore très riches qui se retrouvent aujourd'hui dans des plaques très fines de calcaires schisteux. Ces nombreux fossiles correspondent à une flore riveraine (myrica, nymphaea, salix, etc.) et à des poissons, mollusques et insectes.
L'accès facile des sites fossilifères a favorisé
leur pillage quasi organisé. L'action du Parc naturel régional du Luberon a permis de  faire diminuer ce pillage de 95 %. La commune fait aujourd'hui partie du périmètre de la réserve naturelle géologique du Luberon, en raison de la proximité à ces sites fossilifères exceptionnels.

### Hydrographie

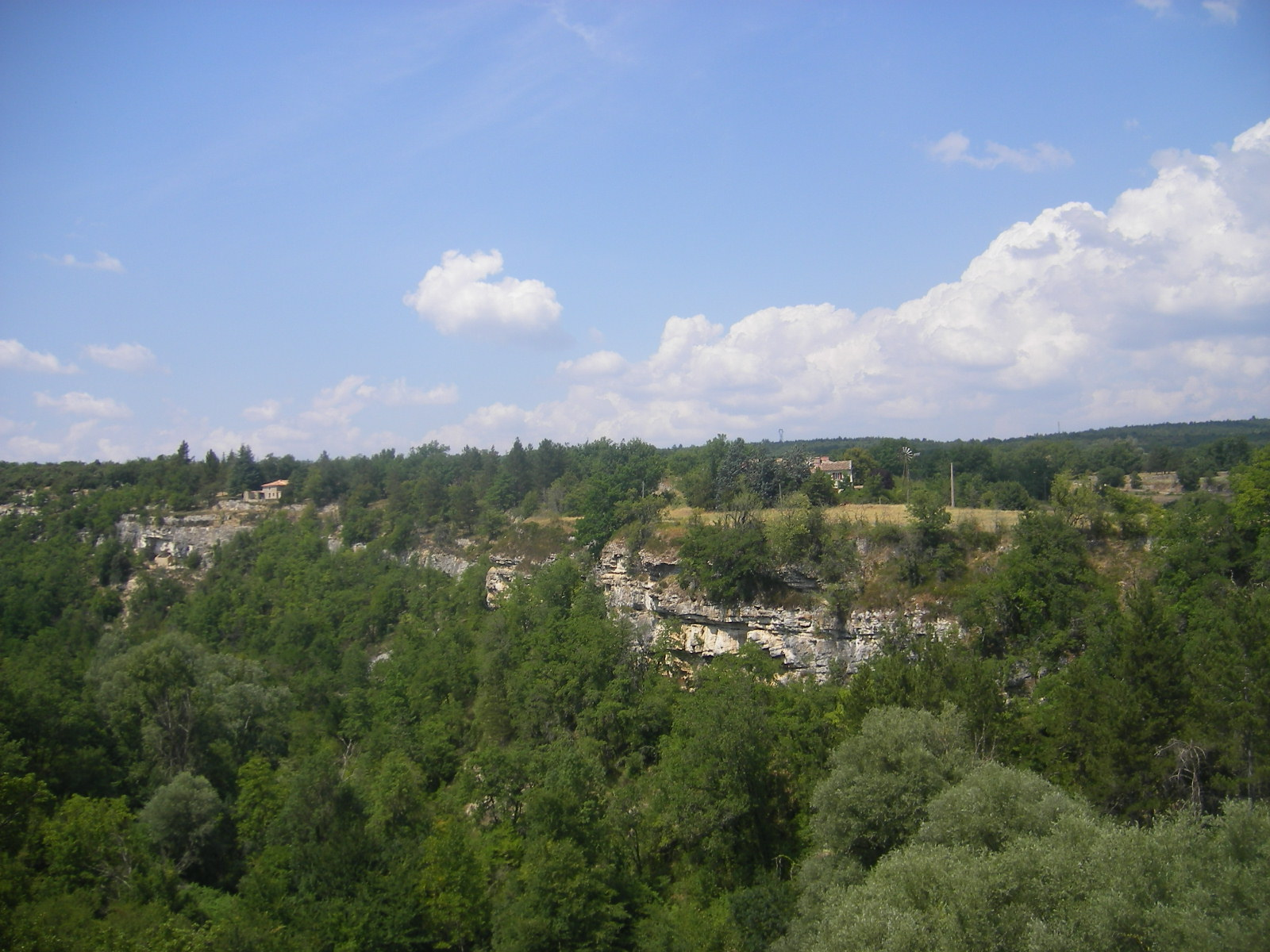
Gorges de l'Encrême.

Céreste est arrosée par plusieurs cours d'eau : en plus de l'Encrême, le Calavon et l'Aiguebelle (dont la source est sulfureuse) traversent la commune. Certains de leurs affluents, comme le ravin de Carluc coulent également près du village.

### Voies de communication et transports

#### Voies routières

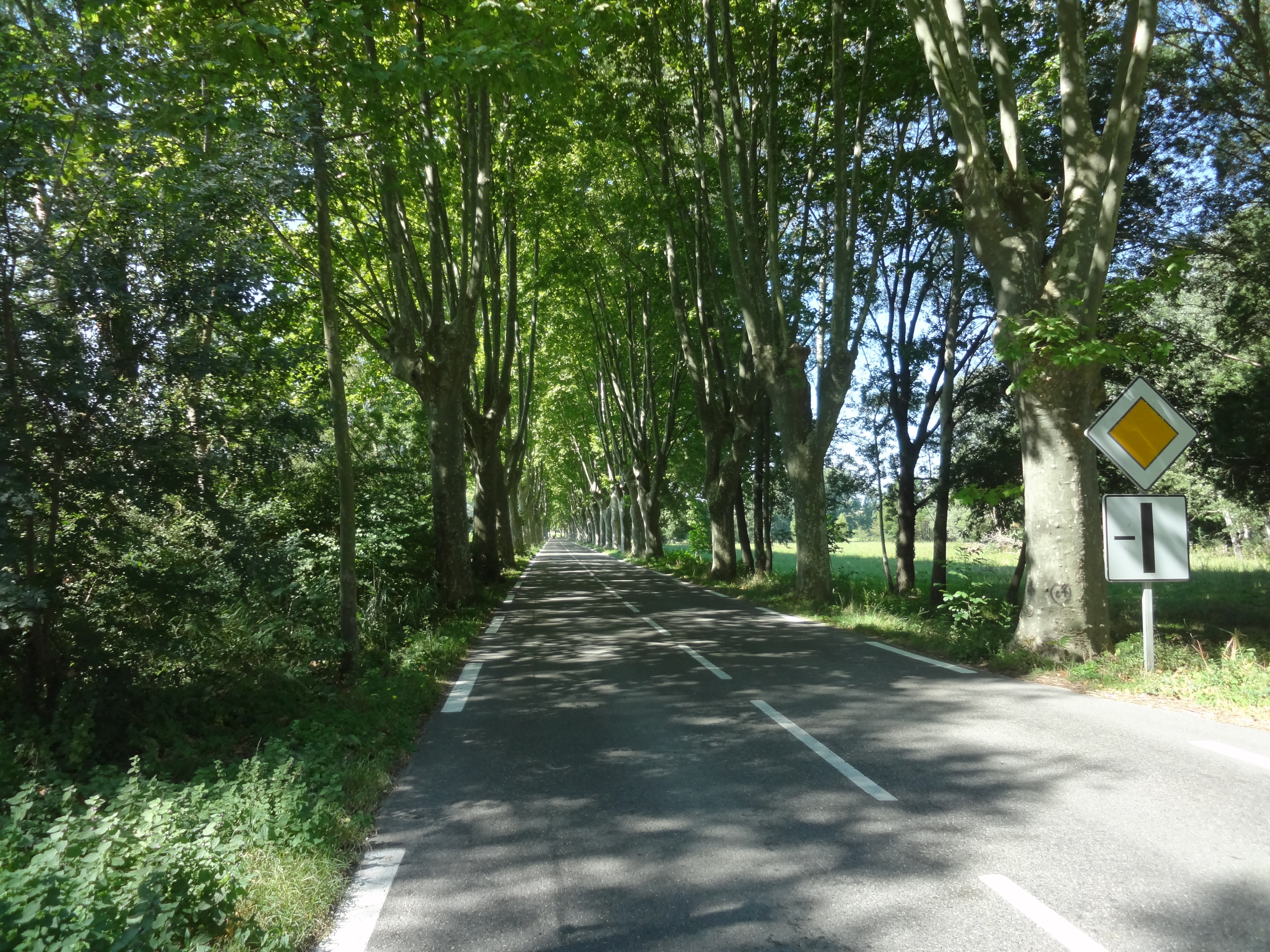
Alignements d'arbres sur l'ancienne RN 100 aux abords du village.

La commune est à l’extrémité occidentale des Alpes-de-Haute-Provence, en bordure de l’Encrême, sur la route départementale D4100 (ex-route nationale 100).

#### Services autocars

##### Lignes régionales, réseauZou!

Logo du réseau Zou !

Céreste est desservie par : 
- 1 ligne de PROXIMITÉ :

| Ligne | Tracé                                                |
| ----- | ---------------------------------------------------- |
| 915   | Avignon ↔ Apt ↔ Céreste ↔ Forcalquier ↔ La Brillanne |

### Climat
Pour des articles plus généraux, voir Climat de Provence-Alpes-Côte d'Azur et Climat des Alpes-de-Haute-Provence.
En 2010, le climat de la commune est de type climat méditerranéen altéré, selon une étude du Centre national de la recherche scientifique s'appuyant sur une série de données couvrant la période 1971-2000. En 2020, Météo-France publie une typologie des climats de la France métropolitaine dans laquelle la commune est exposée à un climat méditerranéen et est dans la région climatique Provence, Languedoc-Roussillon, caractérisée par une pluviométrie faible en été, un très bon ensoleillement (2 600 h/an), un été chaud (21,5 °C), un air très sec en été, sec en toutes saisons, des vents forts (fréquence de 40 à 50 % de vents > 5 m/s) et peu de brouillards.
Pour la période 1971-2000, la température annuelle moyenne est de 12,2 °C, avec une amplitude thermique annuelle de 17,1 °C. Le cumul annuel moyen de précipitations est de 794 mm, avec 6,1 jours de précipitations en janvier et 2,9 jours en juillet. Pour la période 1991-2020, la température moyenne annuelle observée sur la station météorologique de Météo-France la plus proche, « La Bastide des Jourdans », sur la commune de La Bastide-des-Jourdans à 9 km à vol d'oiseau, est de 13,5 °C et le cumul annuel moyen de précipitations est de 698,1 mm. 
La température maximale relevée sur cette station est de 42,4 °C, atteinte le 28 juin 2019 ; la température minimale est de −12,3 °C, atteinte le 6 février 2012,,.
Les paramètres climatiques de la commune ont été estimés pour le milieu du siècle (2041-2070) selon différents scénarios d'émission de gaz à effet de serre à partir des nouvelles projections climatiques de référence DRIAS-2020. Ils sont consultables sur un site dédié publié par Météo-France en novembre 2022.

### Environnement

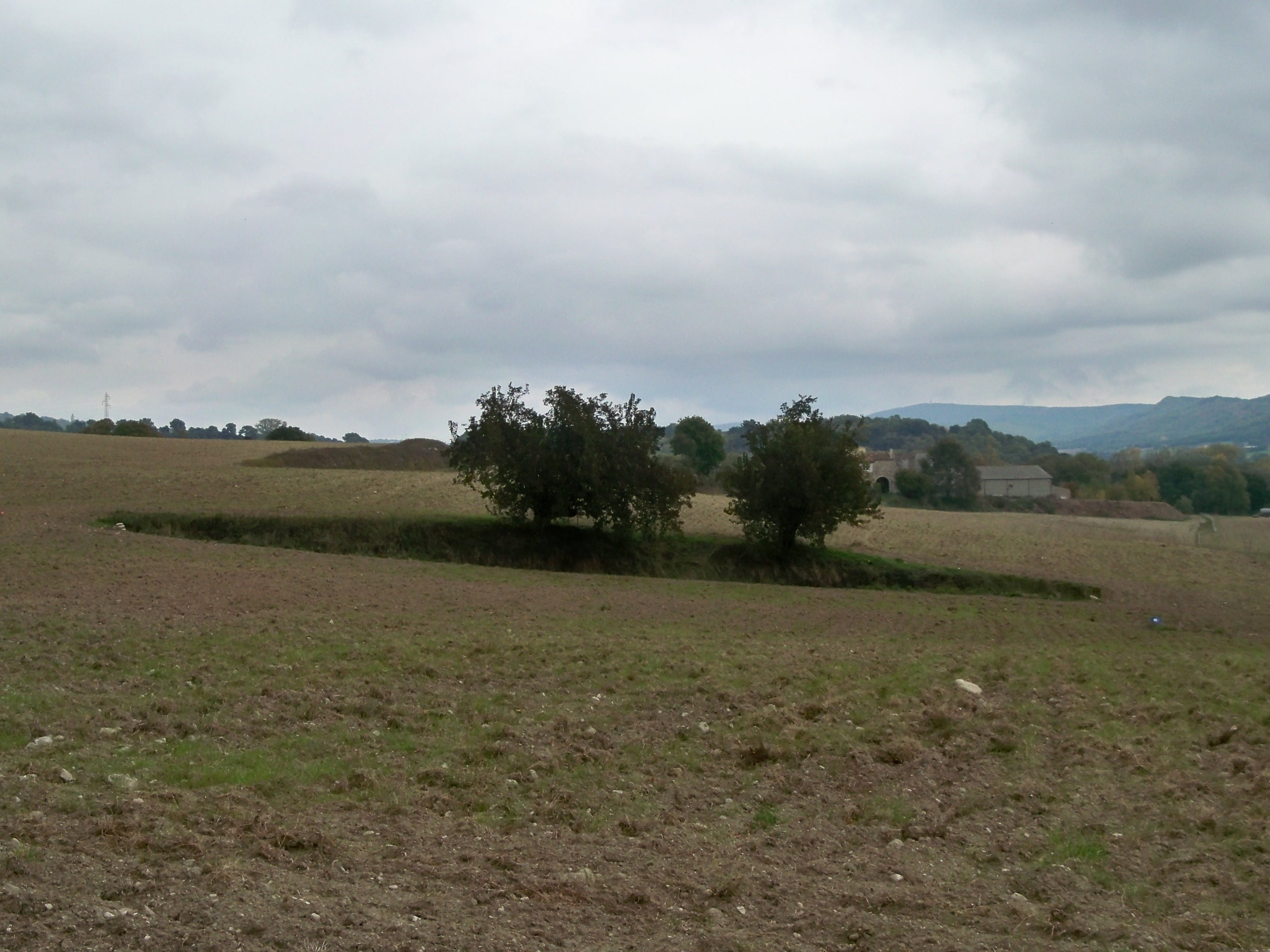
Chênes pubescents dans une doline.

La commune compte 1 612 ha de bois et forêts, soit la moitié de sa superficie.

#### Flore du versant nord du Luberon
Le versant nord, plus humide et moins chaud que celui qui jouxte la Durance, a déjà une allure plus montagnarde. Il est couvert en grande partie par une chênaie pubescente. Mais le chêne pubescent (ou chêne blanc, ou blaque selon le nom local) a besoin de terrains plus riches que le chêne vert du versant sud, et demande de l'ombre pendant les premières années de sa vie. Ce sont d'autres espèces qui lui préparent le terrain : amélanchier, buis, genêt, genévrier commun, pin sylvestre. Ce dernier fournit une ombre permettant à d'autres végétaux de se développer : chêne blanc, mais aussi érable de Montpellier, érable champêtre ou encore alisier blanc.

#### Faune du versant nord du Luberon
Sur le piémont du massif, on trouve des insectes (sauterelle, mante religieuse, cigale), des arthropodes, comme le grand scolopendre et le grand scorpion jaune, tous deux très venimeux, des reptiles tels que la vipère aspic, venimeuse mais qui fuit au moindre bruit, la couleuvre à échelons, la couleuvre de Montpellier, le seps, le lézard ocellé, le plus grand lézard d'Europe, pouvant atteindre 90 cm de long.
De nombreux oiseaux sont spécifiques à ce versant, le merle noir, le rouge-gorge, le troglodyte (localement nommé la pétouse ou lou petouso en provençal), le pinson des arbres, le geai des chênes, la mésange bleue, la mésange à longue queue, la fauvette à tête noire, l'épervier d'Europe, prédateur des précédents.
En plus de ces espèces typiques du versant nord, on retrouve nombre d'oiseaux ayant colonisé le versant sud, rapaces diurnes d'une part, comme le circaète Jean-le-Blanc, le plus grand des rapaces du Luberon, le vautour percnoptère, le faucon et la buse (toutes espèces menacées), ou nocturnes d'autre part, comme le grand-duc, le moyen-duc, le petit-duc, la hulotte.
Se rencontrent aussi fréquemment des mammifères comme le sanglier, le blaireau en voie d'extinction, ainsi que le renard roux, l'écureuil, des rongeurs dont le plus petit mammifère du monde, le pachyure étrusque.

Faune visible à Céreste.
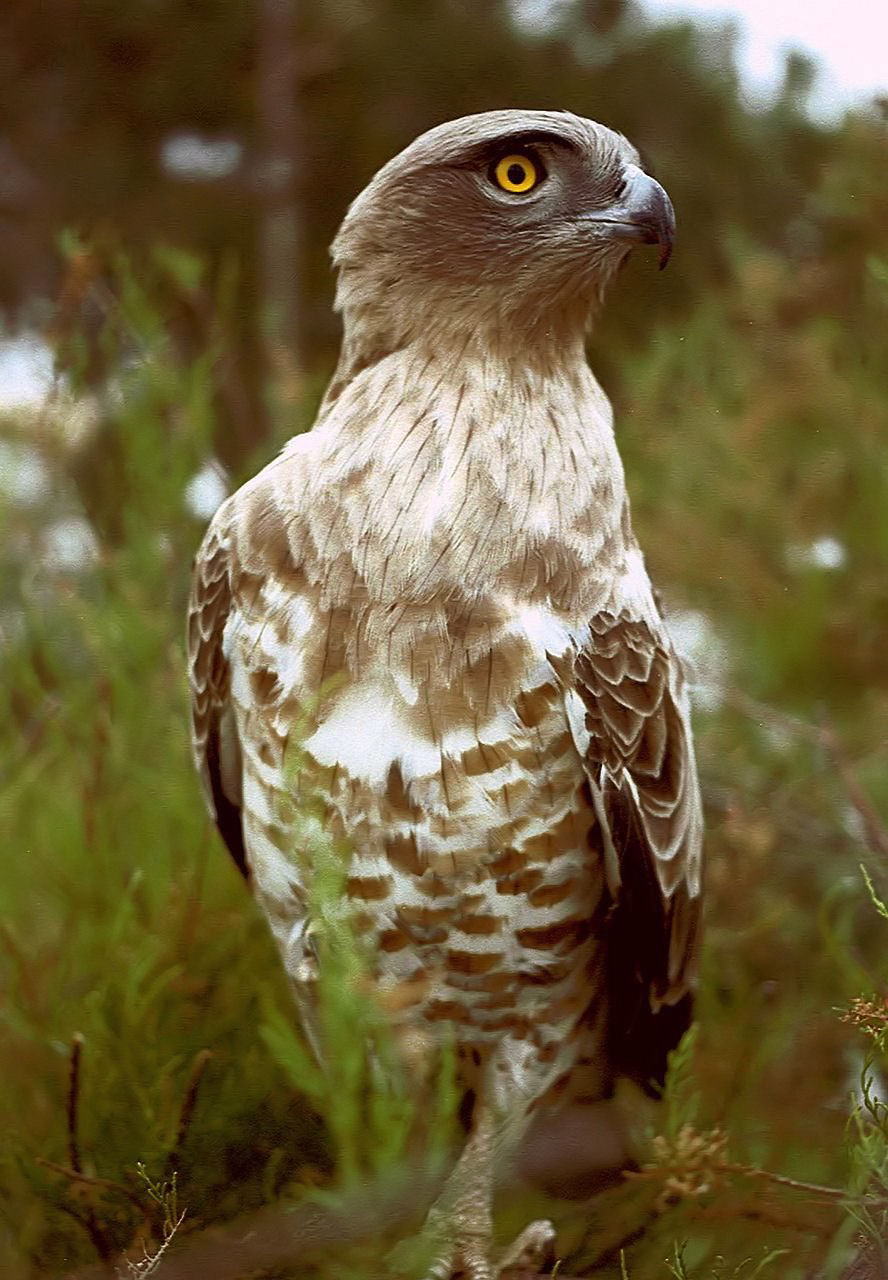
Le circaète Jean-le-Blanc est le plus grand des rapaces du Luberon.
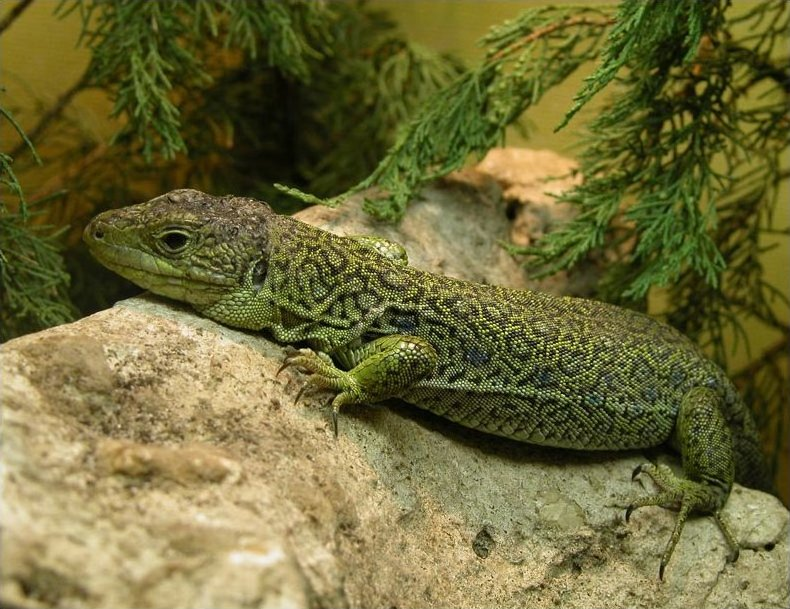
Lézard ocellé.
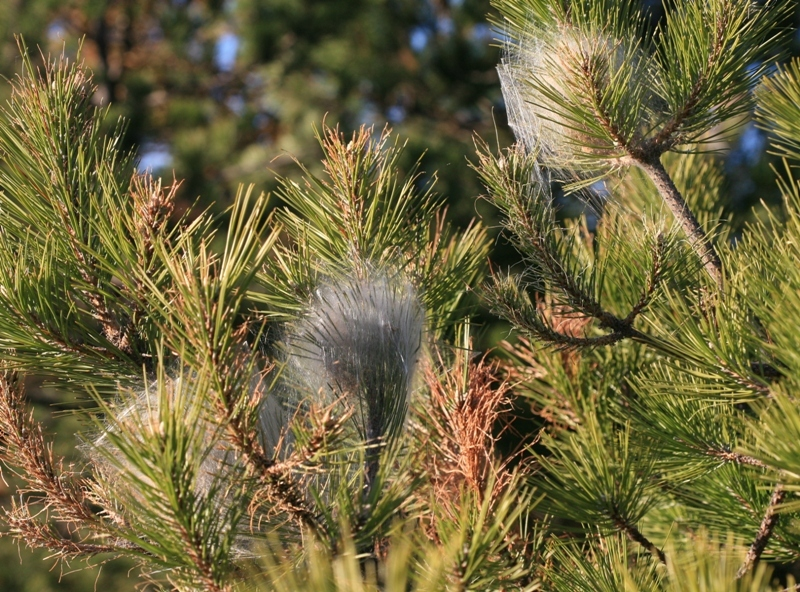
Les nids de chenilles processionnaires.
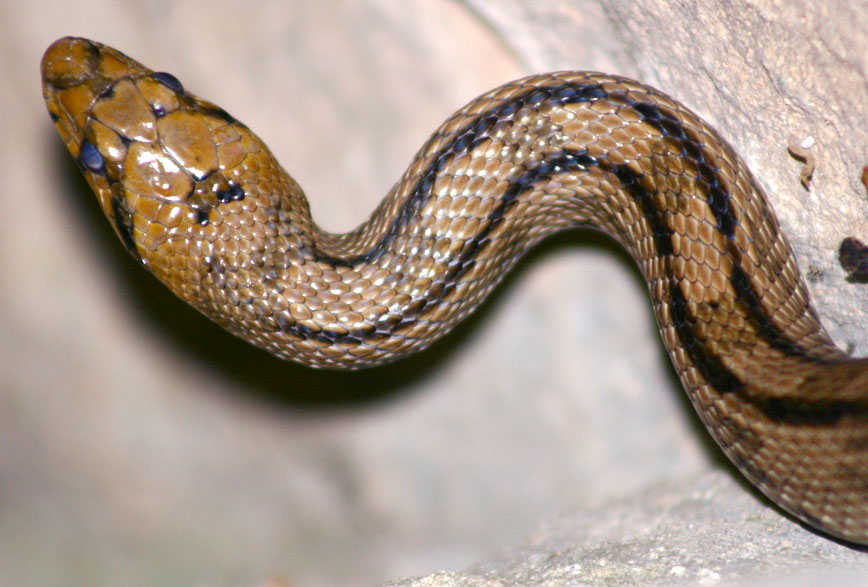
La couleuvre à échelons du Luberon.
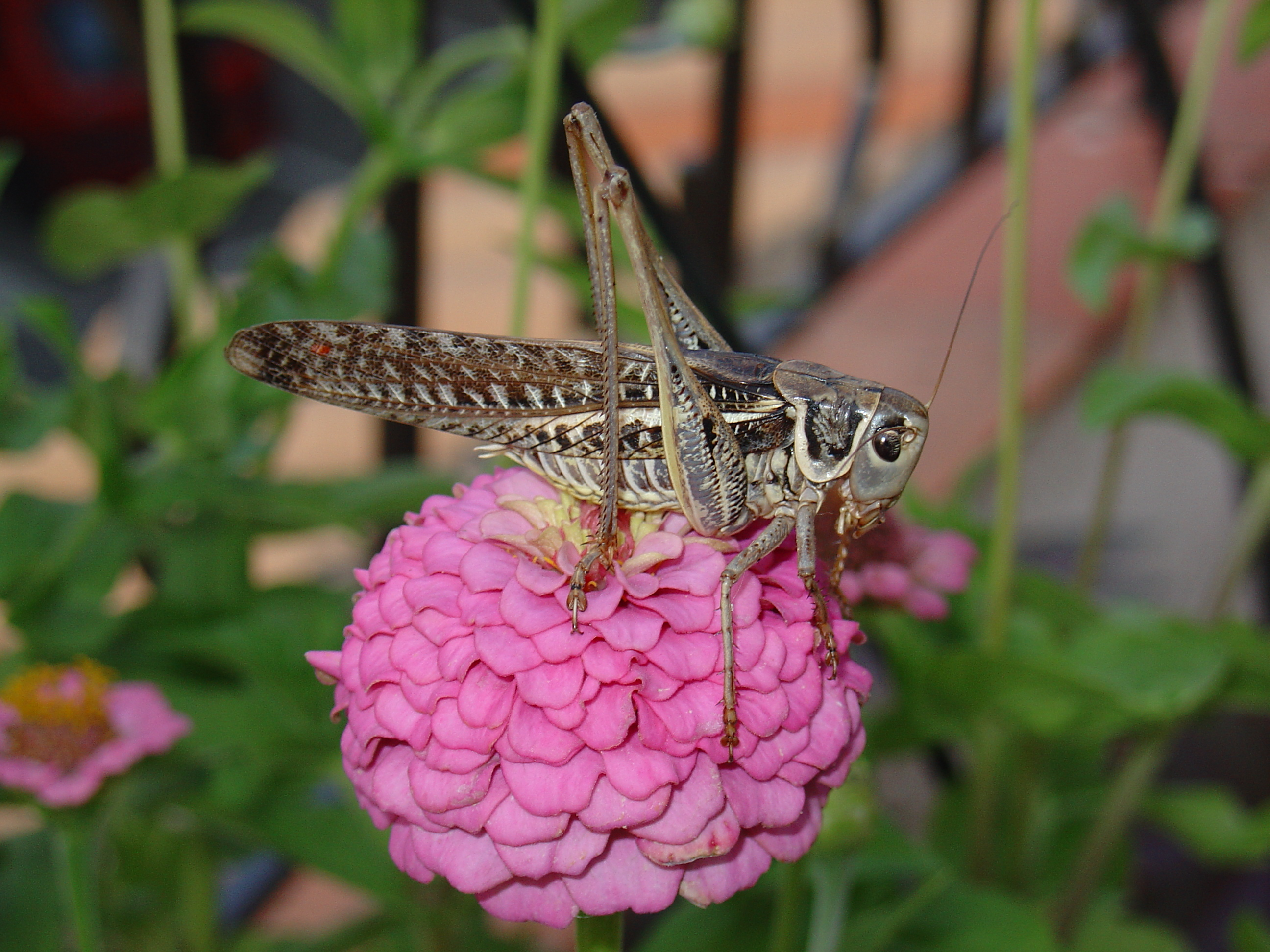
Dectique à front blanc (Decticus albifrons).

### Risques naturels et technologiques
Aucune des 200 communes du département n'est en zone de risque sismique nul. Le canton de Reillanne auquel appartient Céreste est en zone 1b (risque faible) selon la classification déterministe de 1991, basée sur les séismes historiques, et en zone 4 (risque moyen) selon la classification probabiliste EC8 de 2011. La commune de Céreste est également exposée à trois autres risques naturels :
- feu de forêt ;
- inondation ;
- mouvement de terrain : la commune est presque entièrement concernée par un aléa moyen à fort[25].

La commune de Céreste est également exposée à un risque d'origine technologique, celui de transport de matières dangereuses par route. La départementale D4100 (ancienne route nationale 100) peut être empruntée par les transports routiers de marchandises dangereuses, notamment les matières premières à destination ou des produits finis en provenance des usines Arkema de Saint-Auban.
Aucun plan de prévention des risques naturels prévisibles (PPR) n'existe pour la commune et le Dicrim n'existe pas non plus.
La commune a été l'objet de plusieurs arrêtés de catastrophe naturelle, pour des inondations, glissement de terrain et coulées de boue : en 1986, 1993, 1994, 2008 et 2019,.

### Toponymie
La localité apparaît pour la première fois dans les textes en 1054 (Cicereste, Cederesta en 1143). Bien que son étymologie ne soit pas clairement établie, elle est rapprochée de celle du Ceyreste proche de La Ciotat, aux origines prégrecques et préceltiques (Kitairesta), formé d’un terme signifiant mont,,.
Par un décret du 18 octobre 2023, la commune de Céreste change de nom officiellement le 1er janvier 2024 et se voit ajouter un complément informant de sa localisation dans le Luberon en devenant Céreste-en-Luberon.

## Urbanisme

### Typologie
Au 1er janvier 2024, Céreste-en-Luberon est catégorisée bourg rural, selon la nouvelle grille communale de densité à 7 niveaux définie par l'Insee en 2022.
Elle est située hors unité urbaine. Par ailleurs la commune fait partie de l'aire d'attraction de Manosque, dont elle est une commune de la couronne,. Cette aire, qui regroupe 30 communes, est catégorisée dans les aires de 50 000 à moins de 200 000 habitants,.

### Occupation des sols
L'occupation des sols de la commune, telle qu'elle ressort de la base de données européenne d’occupation biophysique des sols Corine Land Cover (CLC), est marquée par l'importance des forêts et milieux semi-naturels (64,9 % en 2018), en diminution par rapport à 1990 (66,6 %). La répartition détaillée en 2018 est la suivante : 
forêts (52,6 %), terres arables (18,5 %), zones agricoles hétérogènes (12,6 %), milieux à végétation arbustive et/ou herbacée (12,3 %), prairies (2,4 %), zones urbanisées (1,6 %).
L'évolution de l’occupation des sols de la commune et de ses infrastructures peut être observée sur les différentes représentations cartographiques du territoire : la carte de Cassini (XVIIIe siècle), la carte d'état-major (1820-1866) et les cartes ou photos aériennes de l'IGN pour la période actuelle (1950 à aujourd'hui).

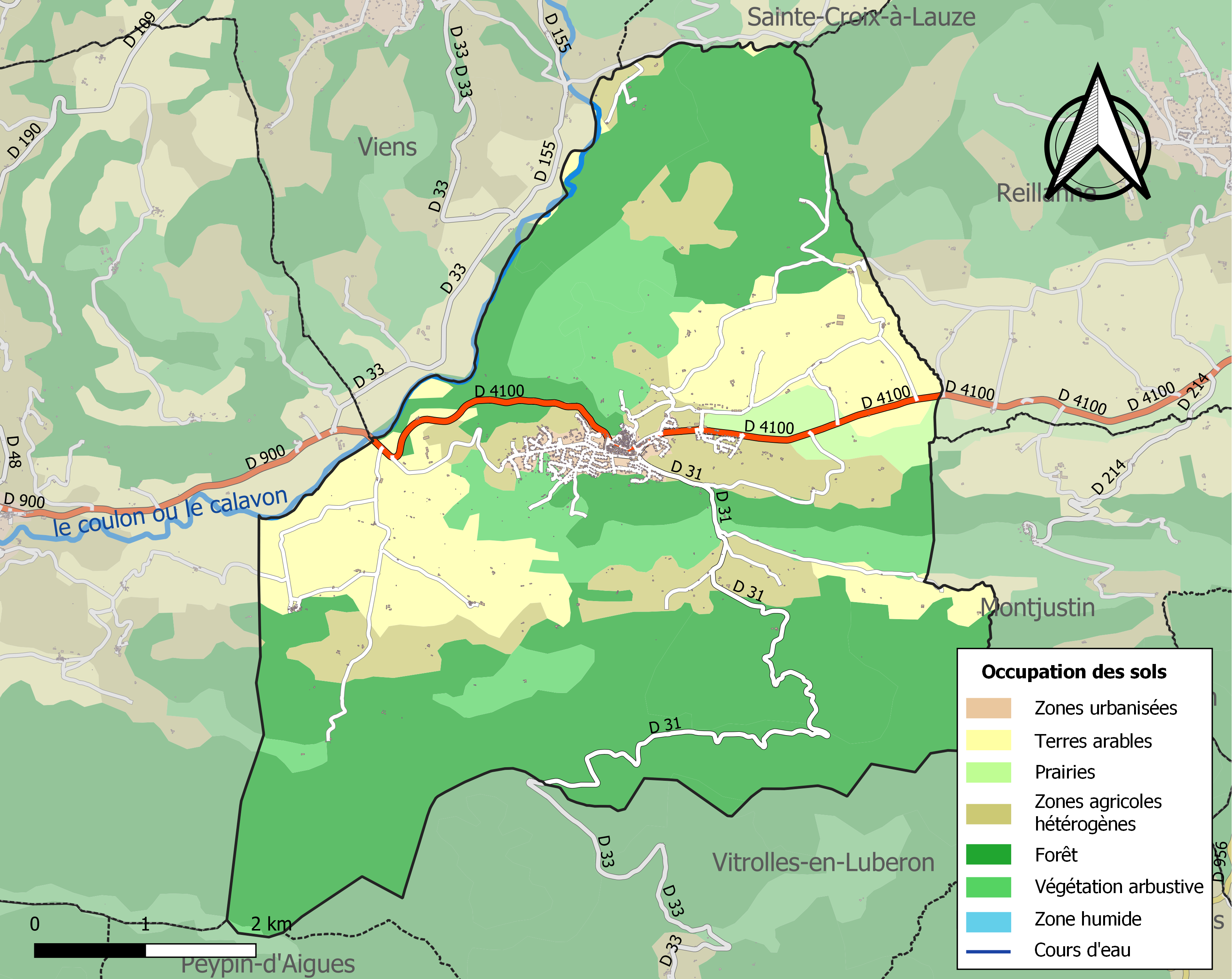
Carte de l'occupation des sols de la commune en 2018 (CLC).

## Paléontologie
Les fouilles faites à la Combe Joubert ont révélé un site paléolithique de première importance. Dans un dépôt alluvial, ont été retrouvés des bifaces et des produits Levallois datés de la fin du pléistocène moyen mais qui ont une grande similitude avec l'acheuléen supérieur méditerranéen.
Au moins un taxon a été nommé en hommage à la commune : l'insecte coléoptère Chrysomela ceresti.

## Histoire

### Préhistoire et Antiquité

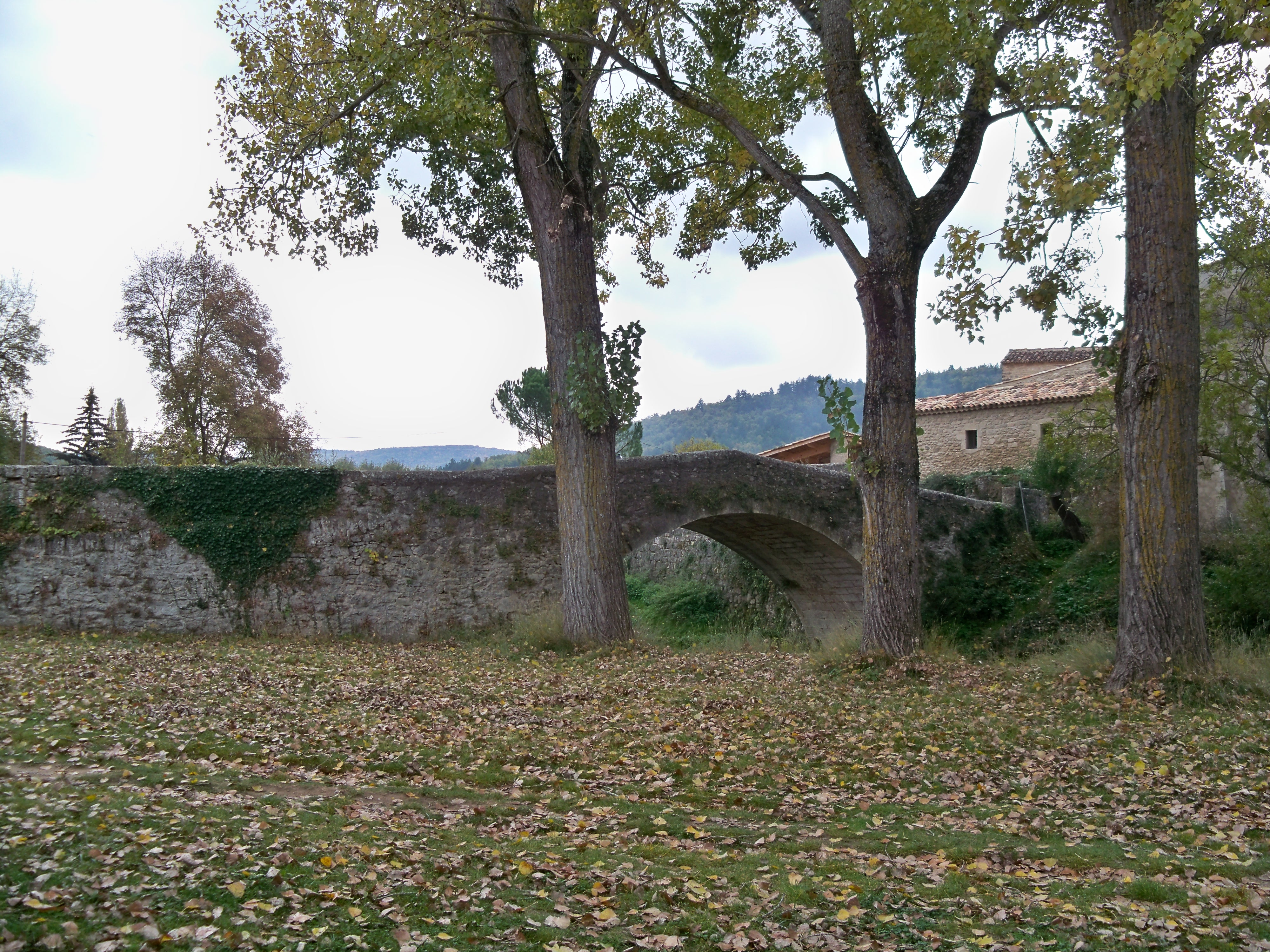
Pont romain de Céreste.

Des tombes de l’âge du bronze ont été retrouvées dans la grotte de Carluc.
Un oppidum celto-ligure au rempart monumental en pierre sèche fut construit au lieu-dit Les Blaques. Il n'a pas été habité longuement.
Un vicus gallo-romain était établi au quartier Saint-Sauveur. Il s’agit sans doute de Catuiaca, une des mansio de la voie Domitienne,,,. L’époque romaine a laissé un four de potier, un hypogée et des sarcophages à Saint-Sauveur. Un pont romain enjambait l'Aiguebelle pour permettre à la Via Domitia, voie romaine, de passer sur l'autre rive. Le pont du Baou, dit  « romain », mais qui date en vérité du XVIIIe siècle, enjambait l'Encrême. En 1758, on a découvert une borne milliaire près de ce pont, construit à l'emplacement d'un ancien gué. Le quartier Saint-Martin a lui aussi livré des vestiges romains avec des tombes à incinération et une pierre gravée ATI/IO/Porci V. F.. Une villa a été découverte par prospection aérienne à La Déguine en 1982.

### Moyen Âge
Alors que le sud-est de la Gaule était une terre burgonde, le roi des Ostrogoths Théodoric le Grand fait la conquête de la région entre la Durance, le Rhône et l'Isère en 510. La commune dépend donc brièvement à nouveau de l'Italie, jusqu'en 526. En effet, pour se réconcilier avec le roi burgonde Gondemar III, la régente ostrogothe Amalasonthe lui rend ce territoire.
Le prieuré de Carluc est fondé au XIe siècle. Un autre prieuré, celui de Saint-Sauveur-Au-Pont sur le Calavon, appartenait aux XIIe et XIIIe siècles à l'abbaye Saint-André de Villeneuve-lès-Avignon. À partir de 1103, le prieuré de Notre-Dame-de-Beauvoir-et-de-Saint-Michel revient, avec les revenus attachés au prieuré, à l’abbaye Saint-Victor de Marseille, auquel est rattachée en 1221 l'église Notre-Dame-de-Brésis.
En 1113, Stephanus Scizerest (Étienne de Céreste), fut témoin à Apt et signataire de l'acte d'achat fait par Laugier d'Agoult, évêque d'Apt, des châteaux qui sommaient le rocher de Saignon et du don qu'il en fait à son Église d'Apt.

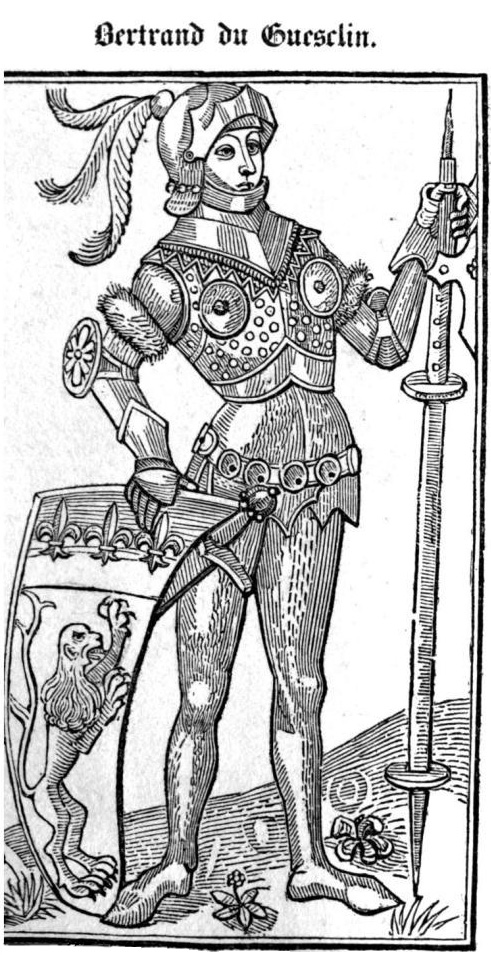
Bertrand du Guesclin.

Au début du XIe siècle, entre 1117 et 1122, l'évêque Laugier d'Agoult transigea avec Rodolphe, l'abbé de Saint-Victor de Marseille. L'évêque donna à l'abbé les églises et prieuré de Céreste avec leurs dépendances. Il retint pour son Église un tiers des droits de sépulture et une coupe d'huile d'olive. L'abbé remit à l'évêque le quart des dîmes qu'il prélevait déjà sur Céreste et trois églises rurales en pays d'Apt.

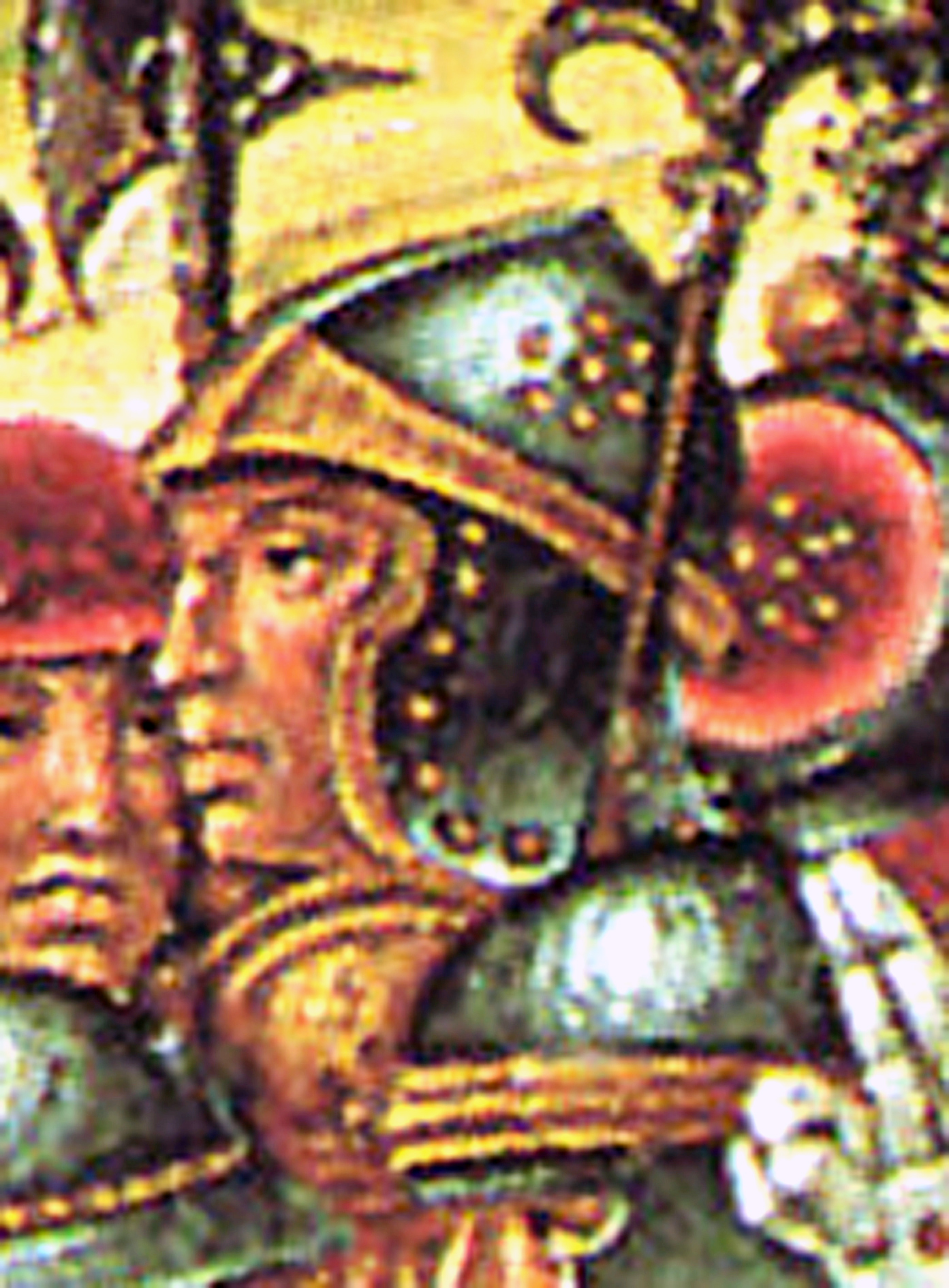
Raymond de Turenne par Girolamo di Benvenuto.

Le fief de Céreste relevait du comté de Forcalquier au XIIe siècle. Lorsque ce comté perd son indépendance en 1209, à la mort de Guillaume II, un de ses neveux, Guillaume de Sabran tente de le relever. Après une lutte de dix ans, il passe un accord à Meyrargues le 29 juin 1220 avec Raimond Bérenger IV, comte de Provence et lui aussi héritier du comté de Forcalquier. Par cet accord, la moitié sud du comté, dont Céreste, lui est donnée. Guillaume de Sabran conserve sa moitié de comté jusqu'à sa mort, vers 1250.
Du château, ayant appartenu aux Sabran et aux Brancas, subsistent les traces des murailles, parfois doubles, et quelques pans de murs du côté sud. D’autres parties du mur d’enceinte sont entières, avec une bretèche reposant sur quatre corbeaux.
Le fait le plus marquant de cette période fut la bataille de Céreste. Elle opposa les routiers de Bertrand Du Guesclin à l'ost de Provence commandée par le sénéchal Raymond d'Agoult qui avait à ses côtés Raymond de Turenne et son père Guillaume III Roger de Beaufort, neveu de Clément VI. Au cours de l'année 1368, alors que depuis un an Urbain V était retourné à Rome, Louis Ier d'Anjou décida de s'approprier la Provence. Il fit appel à Bertrand Du Guesclin qui passa le Rhône au cours du mois de mai, assiégea Tarascon, batailla devant Arles et remonta ensuite vers Apt. Poursuivi par les troupes du sénéchal de Provence, le Breton se replia à Céreste. Le choc entre les deux armées vit la lourde défaite des Provençaux. Cet exploit valut à Du Guesclin d'être excommunié par le pape le 1er septembre 1368.
La mort de la reine Jeanne Ire ouvre une crise de succession à la tête du comté de Provence, les villes de l’Union d'Aix (1382-1387) soutenant Charles de Duras contre Louis Ier d'Anjou (déjà cité). Le seigneur de Céreste, Louis de Sabran, soutient le duc d’Anjou dès le printemps 1382, ce soutien étant conditionné à la participation du duc à l’expédition de secours à la reine.
La communauté de Céreste relevait de la viguerie de Forcalquier.

### Période moderne

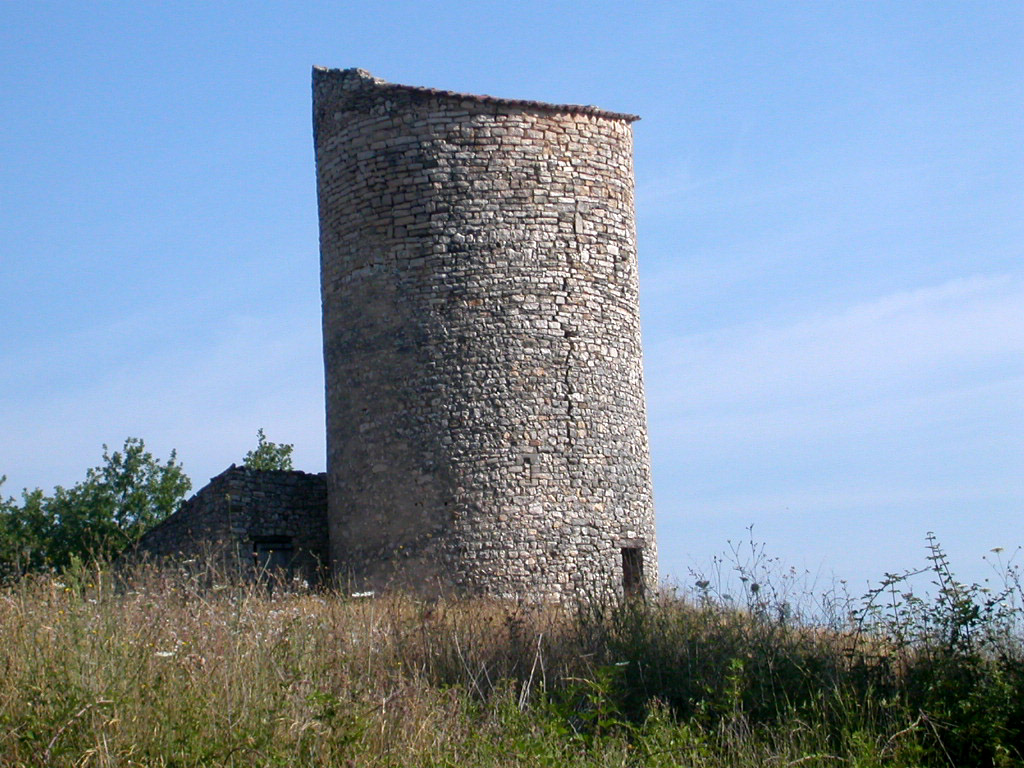
La tour d'Embarbe.

Au XVIe siècle, l’activité du village reprend, avec entre la transhumance à longue distance. Les moutons de Céreste partent dans la vallée supérieure du Var, en Provence orientale.
Jusqu'en 1648, il n'y eut pas de cure, donc pas de desservant dans le village, les offices de l'église paroissiale Saint-Michel et du prieuré de Notre-Dame de Beauvoir étant à la charge des moines de Saint-Victor de Marseille.
Le fief, qui avait dépendu des comtes de Forcalquier puis de Provence, passa à la famille de Brancas. Henri (II) de Brancas obtint son érection en marquisat en 1674, son fils Louis fut maréchal de France, et le fils de celui-ci (autre Louis) fut duc de Céreste (par brevet de 1785).
La tour d’Embarbe (d’Embarbo) est une ancienne tour défensive du XVIe siècle, transformée en pigeonnier.
Au début du XVIIIe siècle, les frères Estieu exploitaient un four à poteries.

### Révolution française
Durant la Révolution, la commune compte une société patriotique, créée après la fin de 1792.

### Période contemporaine

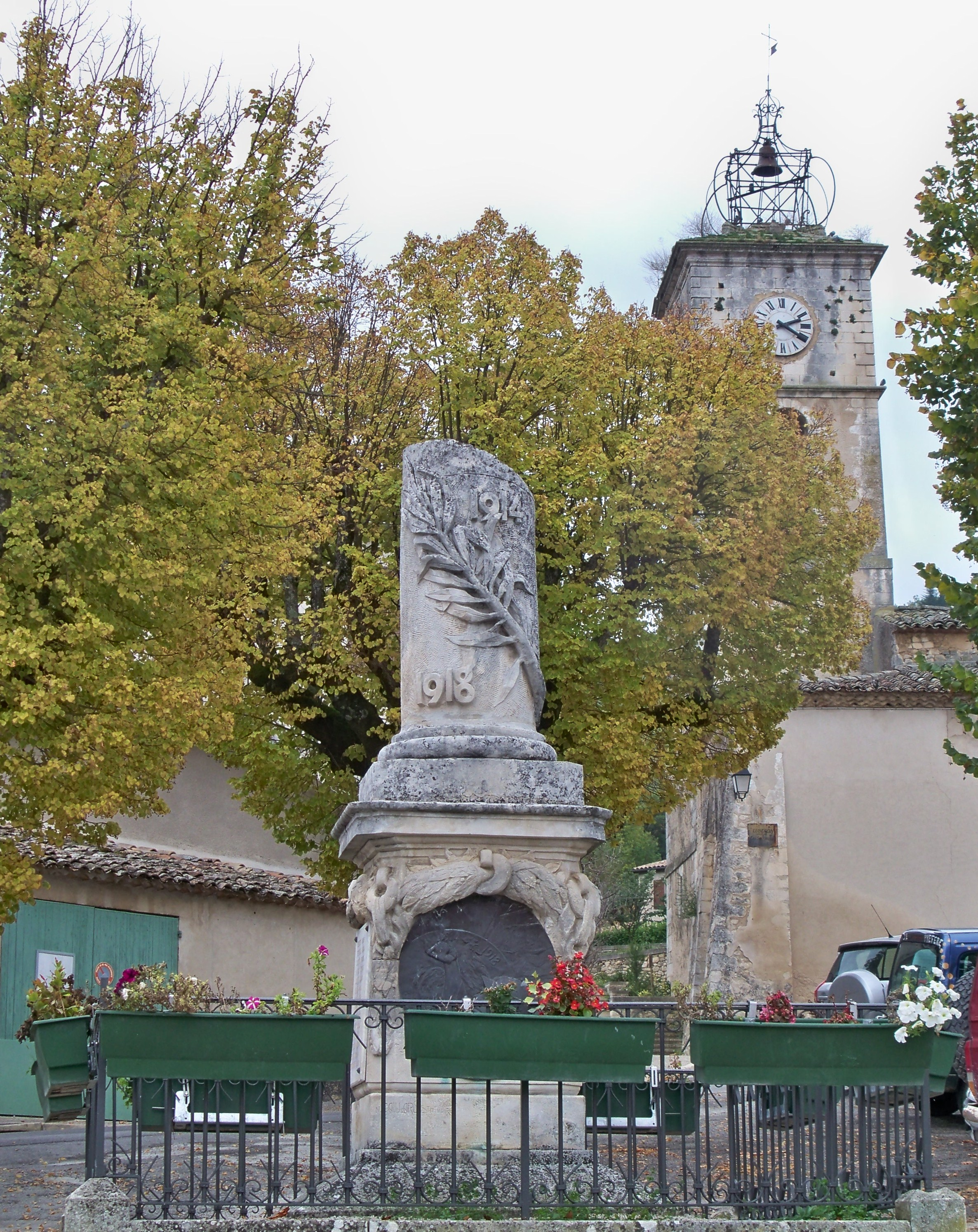
Monument aux morts de Céreste.

Au milieu du XIXe siècle, l'élevage principal était celui des porcins. La vigne et les oliveraies colonisaient les collines, le blé couvrait les vallées. Et la commune était réputée pour ses truffes d'une exceptionnelle grosseur. Le village comportait plusieurs filatures à soie. Une carrière à ciel ouvert permettait d'exploiter le lignite, elle s'étendait sur 166 hectares. Sur le chemin de Viens, dans une grotte, était exploité du poudingue utilisé pour faire des pierres meulières. Le vin produit était destiné à l’autoconsommation et à la vente sur les marchés locaux. Cette culture est aujourd’hui abandonnée.
Le coup d'État du 2 décembre 1851 commis par Louis-Napoléon Bonaparte contre la Deuxième République provoque un soulèvement armé dans les Basses-Alpes, en défense de la Constitution. Après l’échec de l’insurrection, une sévère répression poursuit ceux qui se sont levés pour défendre la République : 35 habitants de Céreste sont traduits devant la commission mixte, la majorité étant condamnés à la déportation en Algérie.
Comme de nombreuses communes du département, Céreste se dote d’une école bien avant les lois Ferry : en 1863, elle en possède déjà une qui dispense une instruction primaire aux garçons, au chef-lieu. La même instruction est donnée aux filles, la loi Falloux (1851) imposant l’ouverture d’une école de filles aux communes de plus de 800 habitants. La commune profite des subventions de la deuxième loi Duruy (1877) pour construire une école neuve. C'est l'actuel groupe scolaire, sis boulevard Victor Hugo, qui regroupe école maternelle et élémentaire.

### René Char et la Résistance

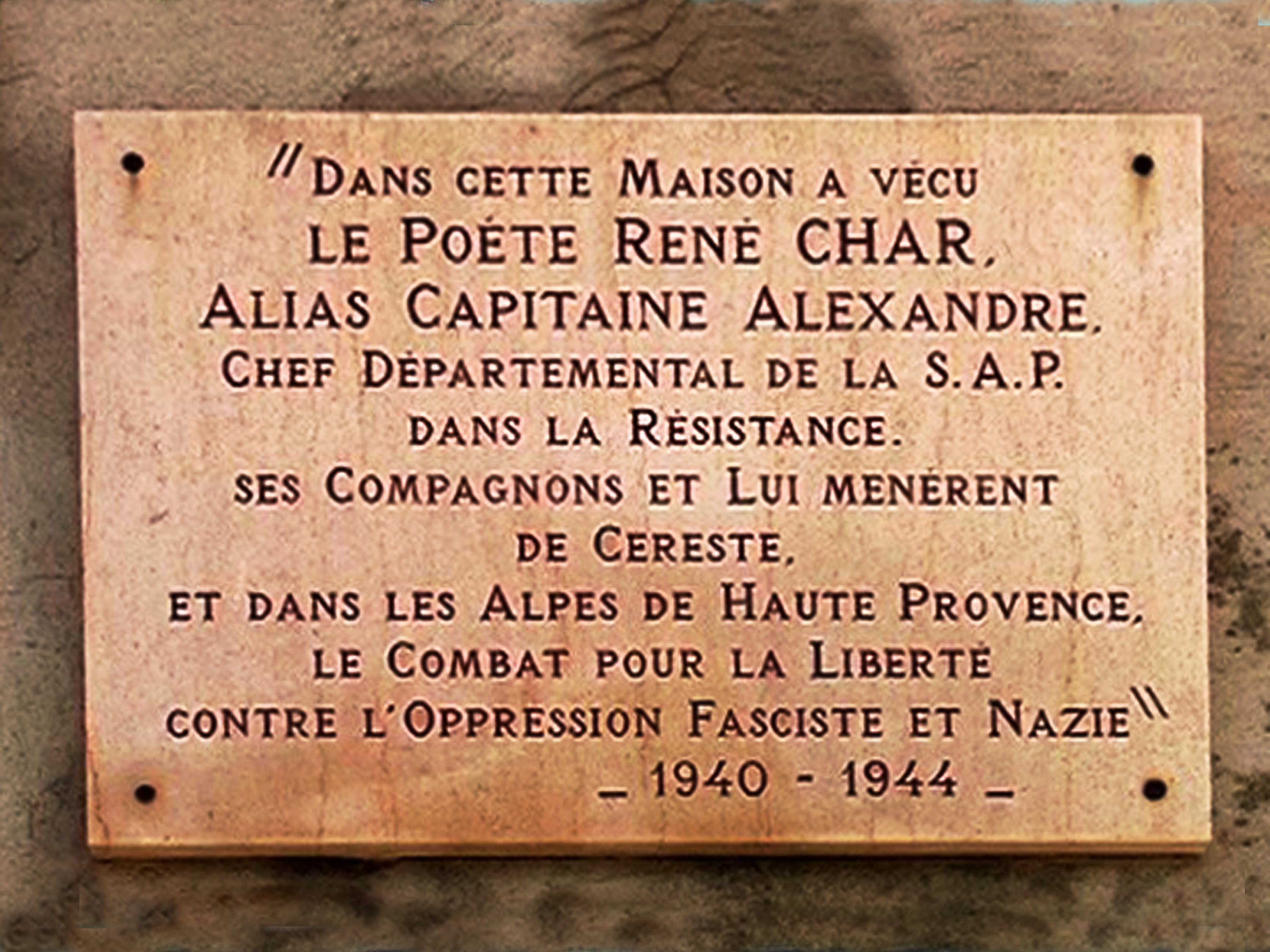
Plaque commémorative sur la maison de René Char.

En septembre 1939, René Char est mobilisé à Paris pour une dizaine de jours puis à Nîmes comme simple soldat.
Au début de la Seconde Guerre mondiale, le poète fut mobilisé dans le 173e R.A. régiment qui était affecté en Alsace. Au cours de la débâcle, en 1940, il assura à ses hommes une retraite organisée ce qui lui permit d’occuper le pont de Gien. Gardé intact, celui-ci servit à la population pour se replier. Démobilisé, Char fut décoré de la croix de guerre et put revenir dans ses foyers à l’Isle-sur-la-Sorgue.
Néanmoins, sur ordre de Vichy, le préfet de Vaucluse le tint à l’œil. Il chargea son directeur de la Sureté Nationale d’enquêter sur l’individu ; le rapport que ce dernier fit parvenir à son supérieur hiérarchique, constatait que le poète était surréaliste et le catégorisait comme communiste. Immédiatement le préfet ordonna de perquisitionner chez lui. René Char, averti par un gendarme républicain qu’il risquait d’être incarcéré, partit se réfugier à Céreste, village de Basse-Provence, qu’il connaissait depuis 1936. Cette arrivée à Céreste nous est narrée par Georges-Louis Roux : « C'est donc vers la mi-août que nous accueillîmes René Char et sa femme Georgette à Céreste. De nouveaux amis, les Taupin, venaient d'y acheter une maison et l'avaient mise à notre disposition. Il s'agissait d'une maison à demi ruinée dont les Taupin venaient de faire réparer les pièces destinées à l'habitation et peindre les portes et les fenêtres couleur bleu charrette. ».
Sur place, dès 1941, René Char prit contact avec un noyau de la Résistance. Il rejoignit l’Armée secrète et choisit le pseudonyme d'Alexandre. Les excellentes relations qu’il entretenait avec les Cérestains lui permirent d’organiser sur le terrain des réseaux de combat. Il structura ceux-ci afin de leur permettre d’accueillir des réfractaires au STO lors de l'occupation de la zone sud.
Ce fut en 1943 qu’il prit la tête du secteur « AS- Durance » qui s’étendait entre Forcalquier, Banon, la montagne de Lure, Apt et le Luberon. Puis avec le grade de capitaine, il devint chef départemental de la SAP Région 2. Cette section fut opérationnelle dès l'automne 1943. « Des équipes sont en place à Forcalquier, Céreste, Banon, Puimoisson, Oraison, Valensole, Gréoux, Seyne. La SAP de René Char comprendra une trentaine de terrains et mobilisera jusqu'à 400 hommes et femmes ». Ils étaient chargés par Alexandre de préparer les terrains d’atterrissage et d’organiser la réception et le stockage du matériel de guerre. Sur le terrain, ils étaient coordonnés par Pierre Zyngerman, un polonais évadé d’un camp d’internement, dit Léon, et Jean Sicard, dit Serge, les deux adjoints de René Char.

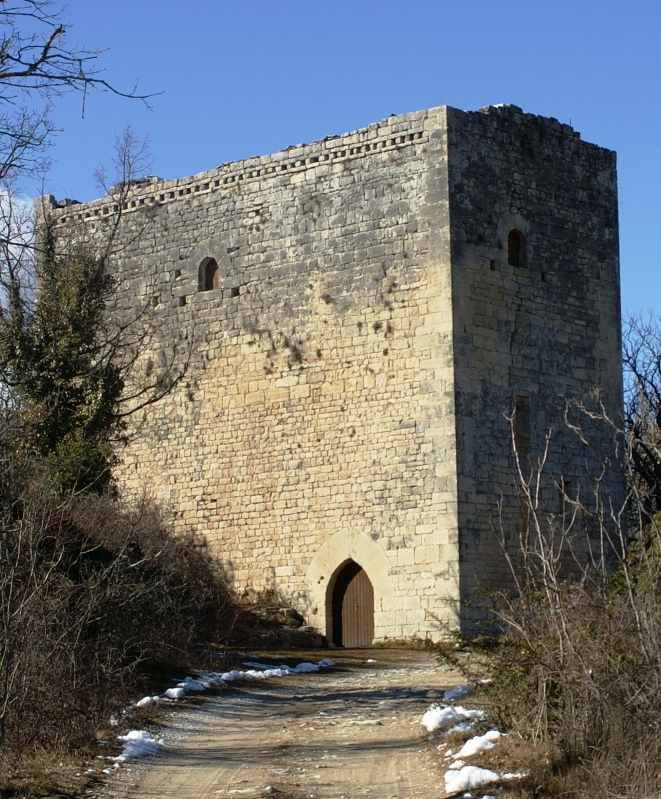
La tour de Porchères, qui servit de cache au matériel de guerre parachuté par les alliés.

Le largage suivait un rituel immuable. Le capitaine Alexandre « était informé  d’un prochain parachutage par un message codé de la BBC à 13 heures, message de confirmation répété  le soir. Le jour prévu, dès que le bruit de l’avion se faisait entendre, plusieurs hommes balisaient le terrain avec des lampes ou en allumant des feux, en se positionnant dans la ligne du vent. Après un premier passage de l’avion confirmant que les signaux avaient été bien perçus, le largage s’effectuait au second passage à 200 mètres environ du sol ». Les hommes de la SAP avaient alors pour mission d’évacuer rapidement les containers  en les cachant. À titre d’exemple, sur la commune de Saint-Michel-l'Observatoire, le terrain de parachutage 126 était proche de la tour de Porchères. C’est son premier étage qui servait de cache.

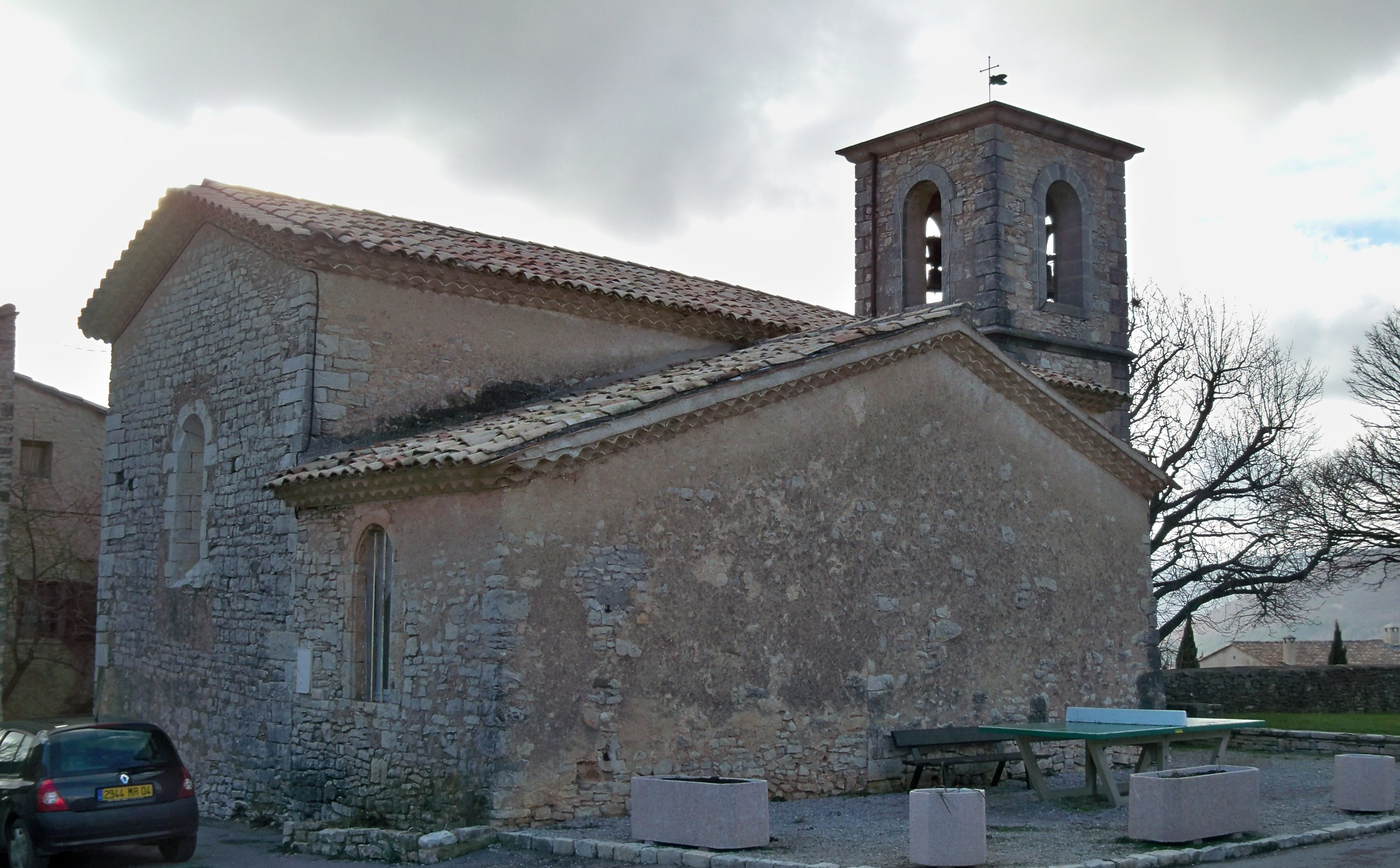
Mur de l'église Saint-Jean-Baptiste de l'Hospitalet devant lequel fut fusillé un délateur.

Certains parachutages étaient à haut risque comme celui qui eut lieu dans la nuit de 27 au 28 décembre 1943. La dispersion des quatorze parachutes entre Banon et l'Hospitalet n'était pas prévue et parue suspecte. Un seul container put être récupéré par un maquisard de l'Hospitalet. Il contenait 71 mitraillettes Stern, 9 000 cartouches, 231 grenades et 200 kilos d'explosifs. Le SAP ne tarda pas à être informé que ce sabotage était à mettre au compte des gendarmes locaux qui avaient déplacé les repères de largage après les révélations faites par un réfugié lorrain de soixante-quatre ans. Sur ordre de René Char, le délateur fut fusillé trois semaines plus tard devant l'église Saint-Jean-Baptiste de l'Hospitalet .

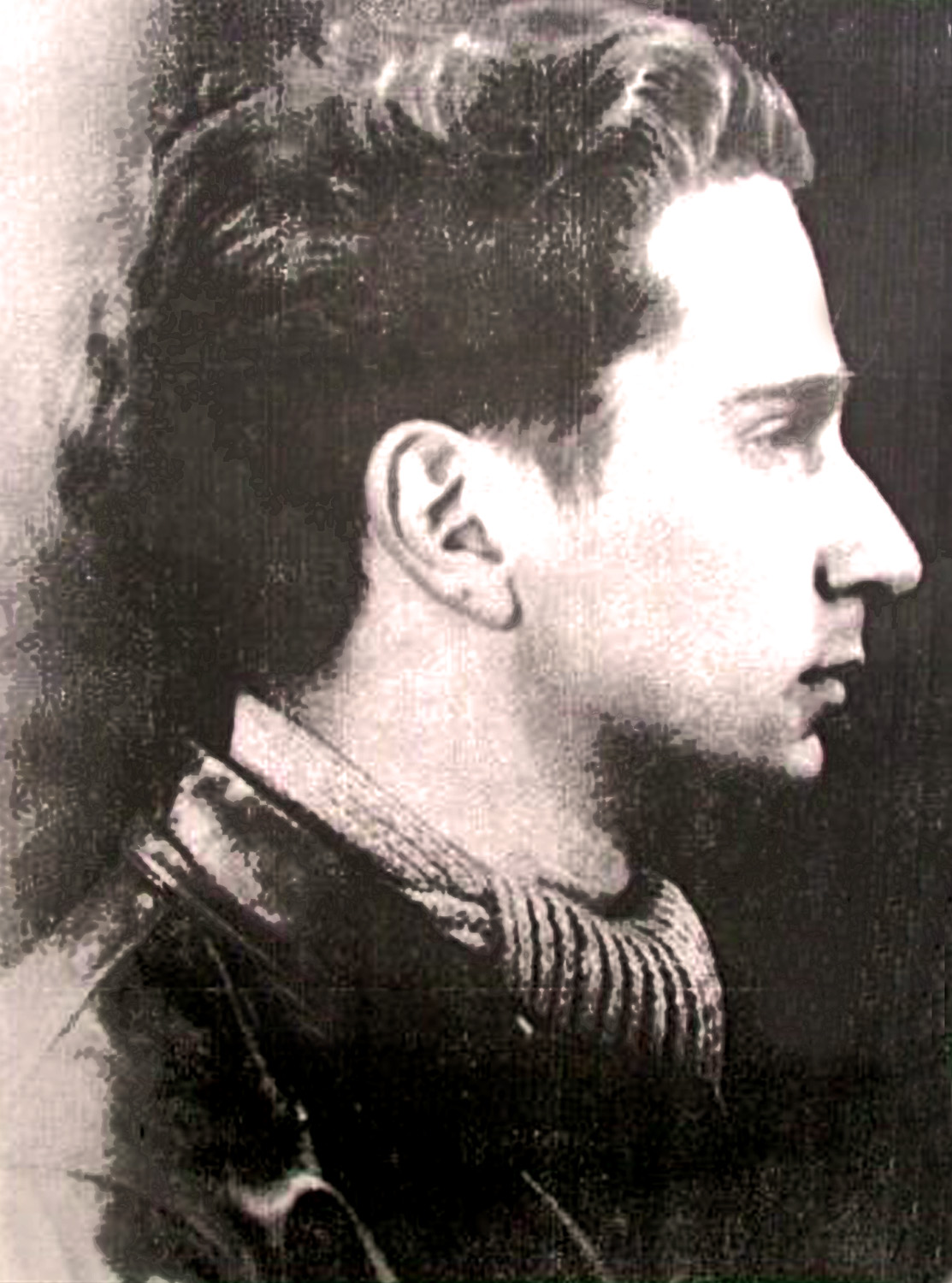
Roger Paul Bernard (1921-1944), ami de René Char.

Impitoyable avec les traîtres, René Char fut adulé par ses hommes. C'est ce que nous apprennent deux jeunes résistants, Marcel Chaumien et Jean Soupiron, qui avaient rejoint l'Algérie pour y suivre un entrainement commando au « Club des Pins  d’Alger ». Ceci leur permit, en avril 1944, de partir en mission dans le sud-est de la France (région R2) pour faire des relevés météo en vue du débarquement prochain sur les côtes provençales. Débarqués à Ramatuelle, ils furent d’abord dirigés par la Résistance locale vers Cucuron puis le 6 juin vers le secteur d’Apt, beaucoup plus sûr. Ils y rencontrèrent le Colonel Coste qui les confia à René Char.
Jean Soupiron s’est souvenu de son étonnement : « Alexandre, l’homme vers qui nous allons est …un poète ! Ce qui  nous inquiète un peu. Nous avons tort. Nos jugements sont erronés. Cet homme se révèle être un homme supérieur, rigoureux, pragmatique, son secteur est organisé de manière exemplaire et chacun obéit avec enthousiasme… » .
Marcel Chaumien  a confié son admiration pour « ce colosse, remarquable meneur d’homme et qui savait se mettre au niveau de son interlocuteur, fut-il artiste, intellectuel, paysan… Alexandre fut pour nous d’un très précieux concours : il nous donna armes, munitions et matériel pour nous installer dans une ferme de la commune de Viens (Flaqueirol) » .
Roger Paul Bernard était l’un des hommes de René Char en contact avec la ferme de Flaqueirol. Originaire de Pertuis, il avait fui le STO, et s’était d’abord caché au Contadour avec Jean Giono. Âgé de 23 ans, ce jeune poète décida alors de rejoindre Alexandre à Céreste.
Char le prit immédiatement en amitié. Son destin bascula le 22 juin 1944, au matin. Parti de Flaqueirol pour porter un message à Céreste, il fut arrêté par les SS au bas de Viens. Son sort était scellé car « il est trouvé en possession d’un revolver et chaussé de chaussures anglaises».
|  |  |

René Char dut prendre une décision dramatique, laisser fusiller son camarade et ami pour que Céreste ne subisse pas la répression des SS. Il narre dans les Feuillets d'Hypnos : « Nous étions sur les collines dominant Céreste, des armes à faire craquer les buissons et au moins égaux en nombre aux SS. Je n'ai pas donné le signal parce que le village devait être épargné à tout prix ». Le jeune résistant fut exécuté d’une balle dans le dos près de l’ancienne gare de Viens.
Marcel Chaumien écrit : « il est mort en brave, refusant de parler. Ces faits m’ont été confirmés par les gendarmes qui écoutèrent dans une pièce voisine du lieu de l’interrogatoire ». Il laissait une femme et un bébé de quelques mois. Après la guerre, René Char fit publier ses poèmes « Ma faim noire déjà » chez Seghers et s’occupa de sa veuve, Lucienne, qui devint modèle de Matisse.
Pour illustrer les rapports que René Char entretenait avec les Cérestins, il suffit de rapporter l'amitié qui l'unit aux Ginoux durant ces années. « Les Ginoux habitaient une maison voisine de celle des Taupin à Céreste. René Char, craignant une perquisition, demanda un jour à la mère Ginoux de cacher des codes et autres documents importants sous ses jupons. Elle devint ainsi la plus vieille résistante de Céreste. Dans sa jeunesse, elle avait été condamnée au bagne pour avoir tué son amant d'un coup de couteau ; on disait aussi qu'elle avait brisé le dos de son fils pour lui éviter d'être mobilisé en 1914-1918. Celui-ci était châtreur de profession».

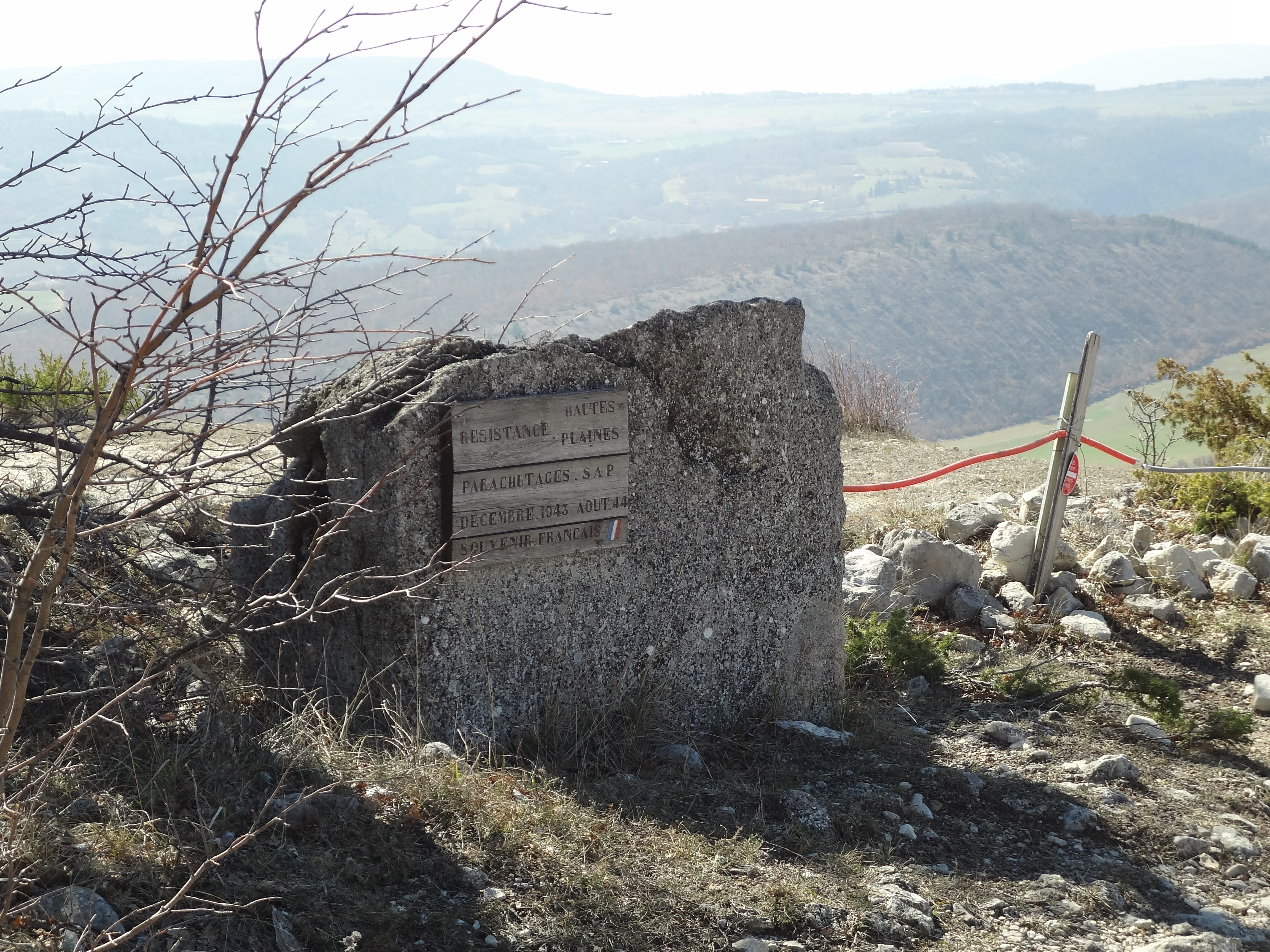
Les Hautes-Plaines, à Mane, terrain d'atterrissage de la SAP de René Char.

Georges-Louis Roux, son ami de Céreste, complète : « La première fois que nous comprîmes que Char serait le centre d’une activité clandestine, ce fut le jour où, en 1941 je crois, Mme Char alla inciter à plus de discrétion un antivichyste qui avait eu une altercation publique avec un collaborationniste. « Nous aurons besoin de vous plus tard », lui dit-elle. La situation changea totalement pour nous lorsque, après le débarquement américain en Afrique du Nord, le 8 novembre 1942, la zone sud fut envahie par les troupes nazies. Il se créa dans la région des maquis de l’Armée Secrète, Char travaillait avec eux. À partir de ce moment ses activités furent conditionnées par ses obligations de chef de réseau. Il lui fallut mettre sur pied, dans des conditions précaires, toute une infrastructure ; rechercher des terrains de parachutages, trouver des caches sûres, créer des équipes de transporteurs, établir des liaisons. Sous son impulsion Céreste nocturne se mit à l’œuvre, Christol l’épicier aux côtés de Bassanelli le bûcheron, Gardiol le braconnier avec Cabot le gendarme ou Nervi le camionneur, Manuel, militaire en congé d’armistice, Marcelle Sidoine-Pons, et d’autres encore. Des gens simples aux réactions directes et saines qui ne pouvaient supporter l’avilissement de leur pays et qui trouvaient auprès de Char –un responsable qui était aussi un ami- l’occasion d’agir dont ils avaient besoin pour sublimer leur honte et leur colère. Il était la conscience du village ».
Ses qualités de meneur d’hommes jointes à l’efficacité de son action firent que sa réputation dépassa largement les limites de la R2. Au cours du mois de juillet 1944, René Char fut appelé à l’État Major interallié à Alger. Sur place « il occupe les fonctions d’officier de liaison auprès du Général Cocher, donne des conférences militaires sur la guerre des maquis aux officiers anglais et américains, et devient directeur de la Villa Scoto, le centre des missions parachutées. Il prépare le débarquement en Méditerranée ». Ces fonctions le retinrent en Algérie et il ne put participer à la libération de la France. Il revint seulement en septembre 1944, et fut incorporé à l’armée où il resta encore un an.
C’est au cours de l’été 1945 qu’il commença à rédiger à nouveau. Ses textes sont inspirés de son journal de guerre et ses notes du maquis. Ce sont les Feuillets d’Hypnos (repris en volume dans Fureur et mystère), qui « sont calculés pour restituer l'image d'une certaine activité, d'une certaine conception de la Résistance et, d'abord, d'un certain individu avec sa multiplicité interne, ses alternances et aussi sa différence, qu'il est moins disposé que jamais à oublier. L'ensemble demeure une des images les moins convenues et les plus approfondies de ce que fut la résistance européenne au nazisme. ». Isabelle Ville, dans son étude sur René Char « Une poétique de la Résistance », publiée par les « Presses de l’Université Paris-Sorbonne », s’interroge sur les raisons qui déterminèrent « l’entrée active en Résistance de René Char » .

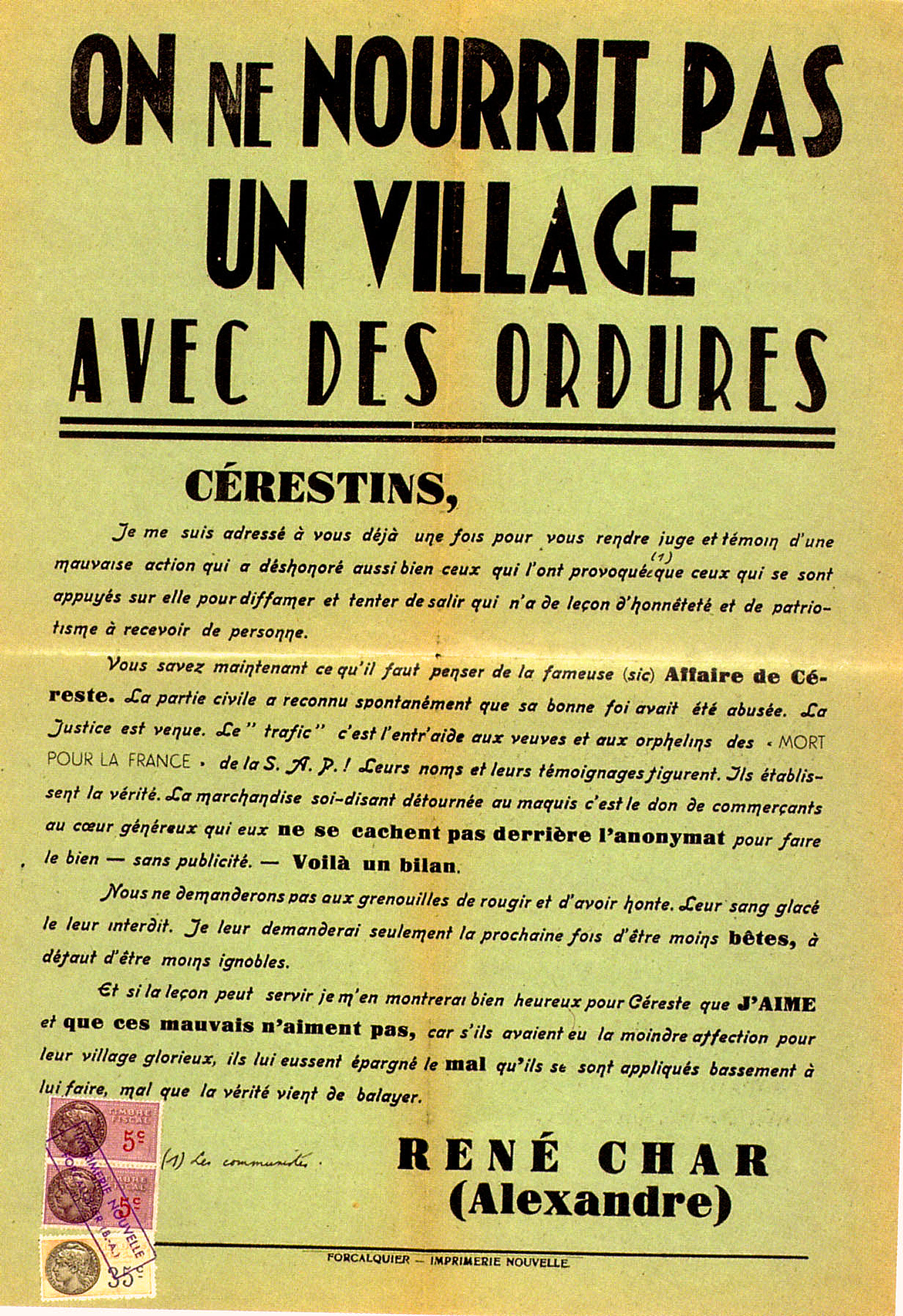
Affiche publiée par René Char.

Pour celui qui considérait que Il n'y a que deux conduites avec la vie : ou on la rêve ou on l'accomplit, elle se fit pourtant naturellement même, si comme il l’expliquait « à son ami Curel, les poètes n’ont vraiment pas leur place dans l’armée ».
Ce qui était moins normal fut le flot d’insanités que certains déversèrent sur le poète après la Libération. Il faut se souvenir que c’est la SAP, elle-même, qui décidait de la répartition des armes. Les FTP n’en furent pas les premiers bénéficiaires. Il y eut plus que des frictions entre gaullistes et communistes. « Mais il faudra attendre les combats de la Libération pour que ce délicat problème soit résolu réglementairement entre les FFI ». Ce ne fut pas le cas à Céreste où René Char fut accusé de malversations.
Fin 1945, lui et son maquis furent couverts de calomnies par plusieurs dirigeants communistes locaux sur les ordres d’un certain Georges Dubois. Ceux-ci répandaient une rumeur accusant Alexandre  d’avoir été un agent louche et de s’être livré au marché noir. Char intervint auprès des instances nationales du PCF qui déclencha une enquête. Celle-ci, qui allait durer plusieurs mois, aboutira à l’exclusion du parti de ce Georges Dubois en 1946. Comme entre-temps une autre campagne de calomnies recommençait, Char fit une réponse cinglante qui fut imprimée sur  affiche et placardée dans tout le village de Céreste.

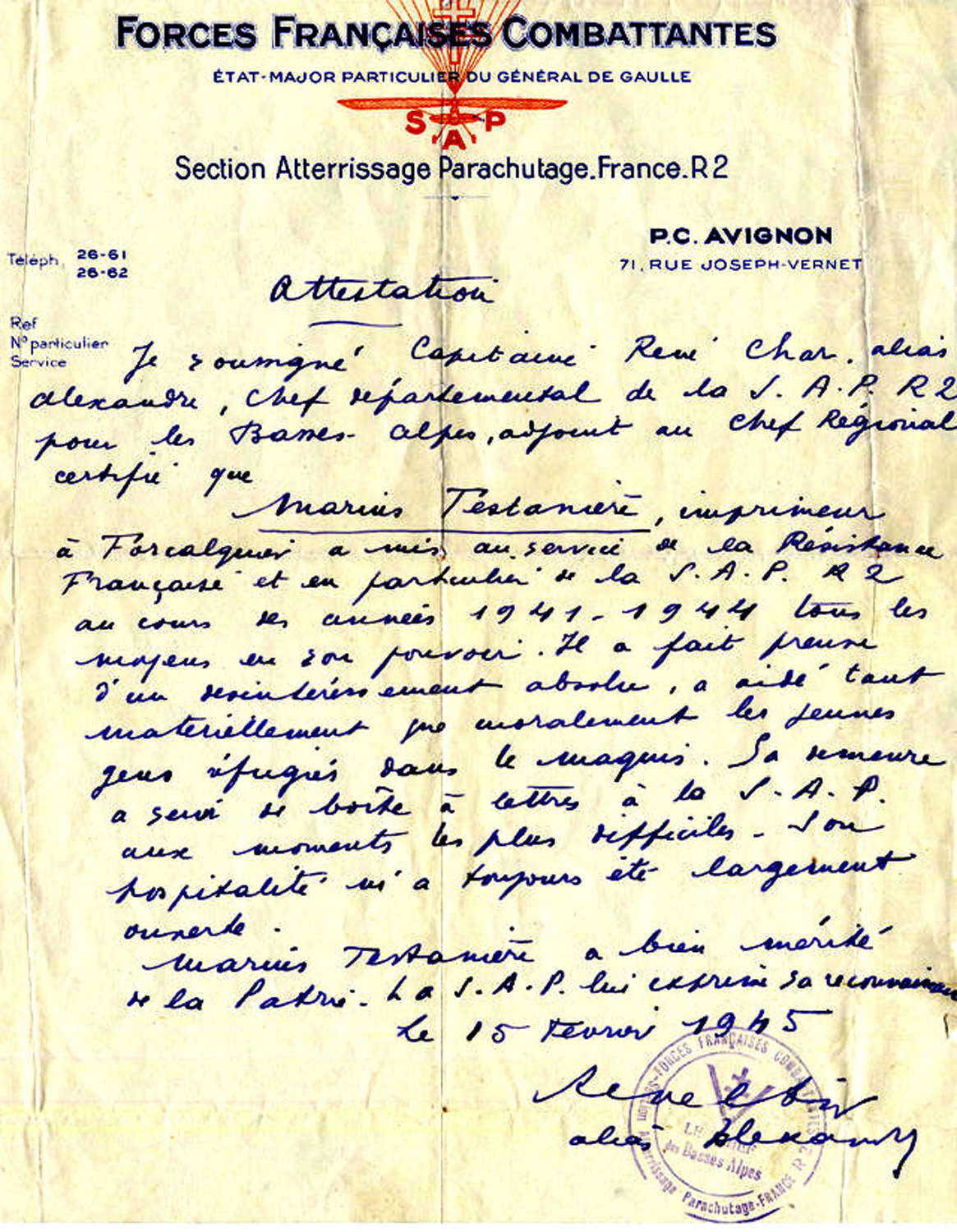
Attestation de René Char pour un résistant.

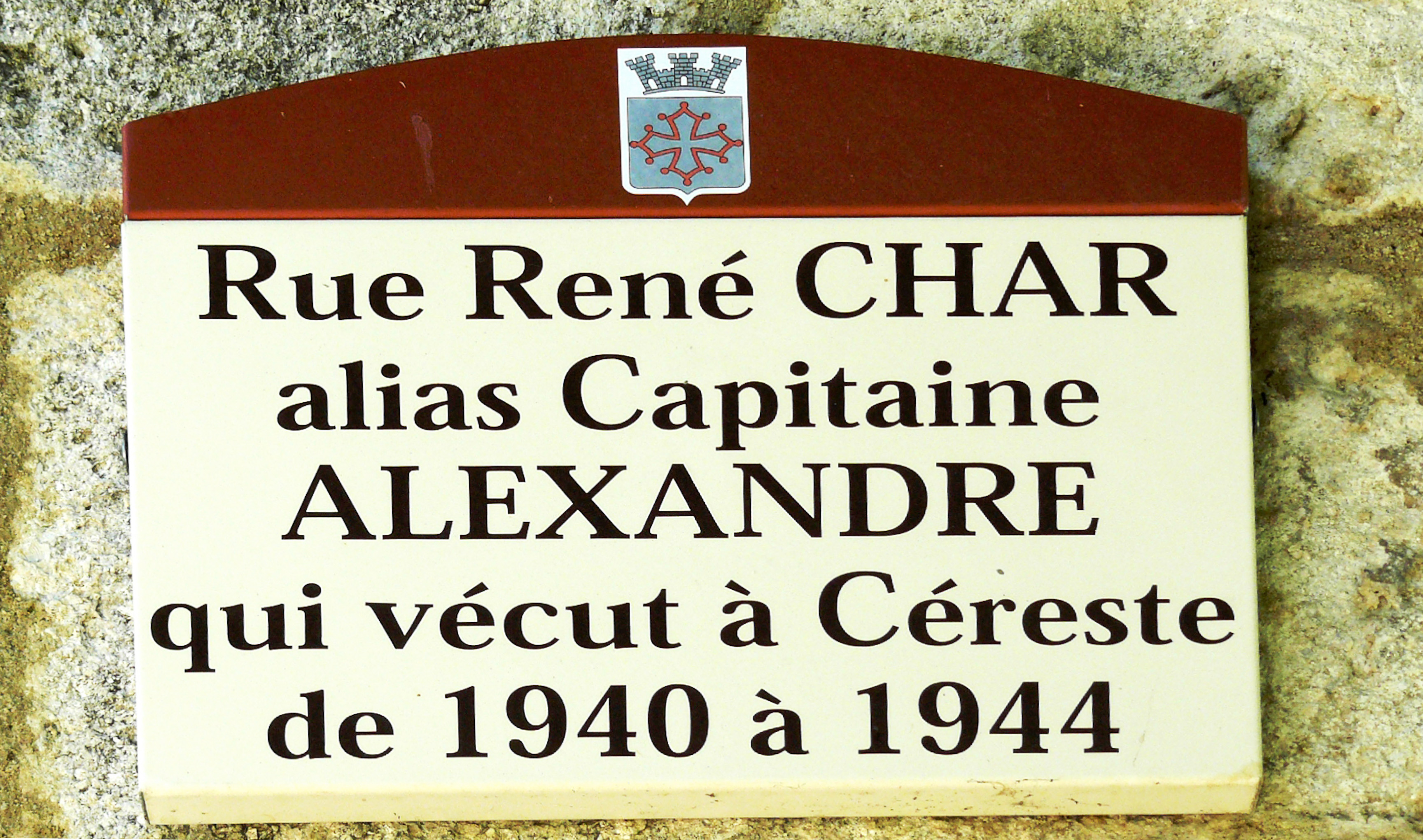
Plaque de rue récente à Céreste en l'honneur de René Char.

Il y eut même des vengeances qui se mangèrent froides. Le « Square des Marronniers », lors de la mandature du premier maire élu après la Libération, un résistant, avait été renommé en l’honneur de René Char « Place Capitaine-Alexandre ». Dans les années 1960, un autre maire, très hostile au poète-résistant, décida de tout changer. Pendant la guerre, Char s’occupait aussi de l’intendance et veillait sur la nourriture de ses hommes. Pour cela, de temps en temps, il s’adressait aux paysans de Céreste. Il rencontra un des gros propriétaires éleveur de mouton : 

- « Que penseriez-vous, si de temps en temps, l'une des vos bêtes disparaissaient ... mangées par un loup ? » questionna-t-il pour prendre la température. 

Le fermier refusa sèchement en arguant qu’il ne faisait pas de politique. Après la Libération, le bonhomme vint voir Char pour lui demander une attestation officielle prouvant qu'il avait fait partie de la Résistance pendant la guerre. Le capitaine Alexandre leva les yeux de son bureau. 

- « Mes gars mangent bien maintenant, merci », dit-il, en le renvoyant d’un geste. 

Le gros propriétaire rumina sa vengeance jusqu’à ce qu’il fût élu maire du village et pût débaptiser la « Place Capitaine Alexandre » en « Place de Verdun ».

## Héraldique
| Blason de Céreste | Blason  | D'or à une croix vidée, cléchée et pommetée de gueules. |
| Blason de Céreste | Détails | Le statut officiel du blason reste à déterminer.        |

## Politique et administration

### Liste des maires

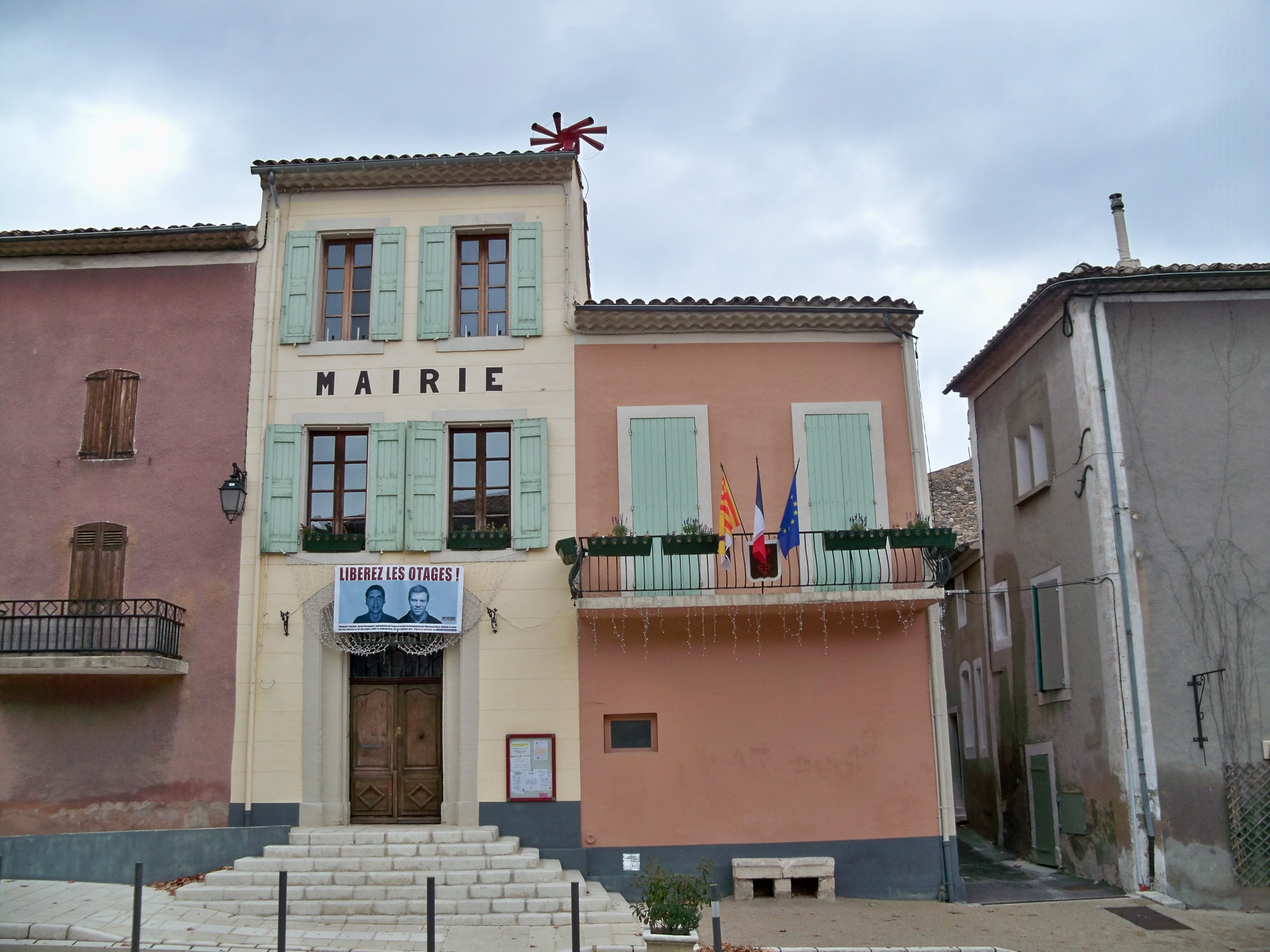
Le bâtiment de la mairie de Céreste.

| Période                                  | Période                     | Identité        | Étiquette | Qualité                     |
| ---------------------------------------- | --------------------------- | --------------- | --------- | --------------------------- |
| Mai 1945                                 |                             | Albert Christol |           |                             |
|                                          |                             |                 |           |                             |
| 1965[réf. nécessaire]                    | Juin 1995                   | Adolphe André   | UDF       | Médecin, conseiller général |
| Juin 1995                                | En cours (au 17 avril 2014) | Gérard Baumel,  | UMP-LR,   | Pharmacien                  |
| Les données manquantes sont à compléter. |                             |                 |           |                             |

### Fiscalité
| Taxe                                        | Part communale | Part intercommunale | Part départementale | Part régionale |
| ------------------------------------------- | -------------- | ------------------- | ------------------- | -------------- |
| Taxe d'habitation                           | 15,50 %        | 30,30 %             | 5,53 %              | 0,00 %         |
| Taxe foncière sur les propriétés bâties     | 27,00 %        | 8,94 %              | 14,49 %             | 2,36 %         |
| Taxe foncière sur les propriétés non bâties | 28,00 %        | 31,69 %             | 47,16 %             | 8,85 %         |
| Taxe professionnelle                        | 20,00 %        | 6,37 %              | 10,80 %             | 3,84 %         |

La part régionale de la taxe d'habitation n'est pas applicable.

### Jumelages
- Gornja Stubica (Croatie)[94].

### Intercommunalité
Céreste fait partie de la communauté de communes du Pays d'Apt.

### Services publics
Une brigade de gendarmerie de proximité est implantée à Céreste.

## Démographie
L'évolution du nombre d'habitants est connue à travers les recensements de la population effectués dans la commune depuis 1765. Pour les communes de moins de 10 000 habitants, une enquête de recensement portant sur toute la population est réalisée tous les cinq ans, les populations de référence des années intermédiaires étant quant à elles estimées par interpolation ou extrapolation. Pour la commune, le premier recensement exhaustif entrant dans le cadre du nouveau dispositif a été réalisé en 2004.

En 2022, la commune comptait 1 195 habitants, en évolution de −0,33 % par rapport à 2016 (Alpes-de-Haute-Provence : +2,84 %, France hors Mayotte : +2,11 %).
| 1765  | 1793  | 1800 | 1806  | 1821  | 1831  | 1836  | 1841  | 1846  |
| ----- | ----- | ---- | ----- | ----- | ----- | ----- | ----- | ----- |
| 1 003 | 1 051 | 972  | 1 061 | 1 082 | 1 147 | 1 183 | 1 141 | 1 153 |

| 1851  | 1856  | 1861  | 1866  | 1872  | 1876  | 1881  | 1886  | 1891  |
| ----- | ----- | ----- | ----- | ----- | ----- | ----- | ----- | ----- |
| 1 138 | 1 198 | 1 272 | 1 306 | 1 250 | 1 152 | 1 173 | 1 124 | 1 052 |

| 1896  | 1901 | 1906 | 1911 | 1921 | 1926 | 1931 | 1936 | 1946 |
| ----- | ---- | ---- | ---- | ---- | ---- | ---- | ---- | ---- |
| 1 045 | 926  | 884  | 820  | 770  | 773  | 708  | 630  | 630  |

| 1954 | 1962 | 1968 | 1975 | 1982 | 1990 | 1999  | 2004  | 2006  |
| ---- | ---- | ---- | ---- | ---- | ---- | ----- | ----- | ----- |
| 558  | 632  | 757  | 832  | 862  | 950  | 1 036 | 1 181 | 1 185 |

| 2009  | 2014  | 2019  | 2022  | - | - | - | - | - |
| ----- | ----- | ----- | ----- | - | - | - | - | - |
| 1 220 | 1 194 | 1 206 | 1 195 | - | - | - | - | - |

En 1471, Céleste comptait 29 feux.
L'histoire démographique de Céreste, après la saignée des XIVe et XVe siècles et le long mouvement de croissance jusqu'au début du XIXe siècle, est marquée par une période d'« étale » où la population reste relativement stable à un niveau élevé. Cette période est très courte à Céreste (1861-1872). L'exode rural provoque ensuite un mouvement de recul démographique de longue durée. En 1930, la commune enregistre la perte de la moitié de sa population du maximum historique de 1866, plus tardivement que la plupart des autres communes du département. Le mouvement de recul se poursuit jusqu'aux années 1950, avant de s'inverser, permettant à la population de retrouver son niveau de l’optimum du XIXe siècle.

## Équipements et services

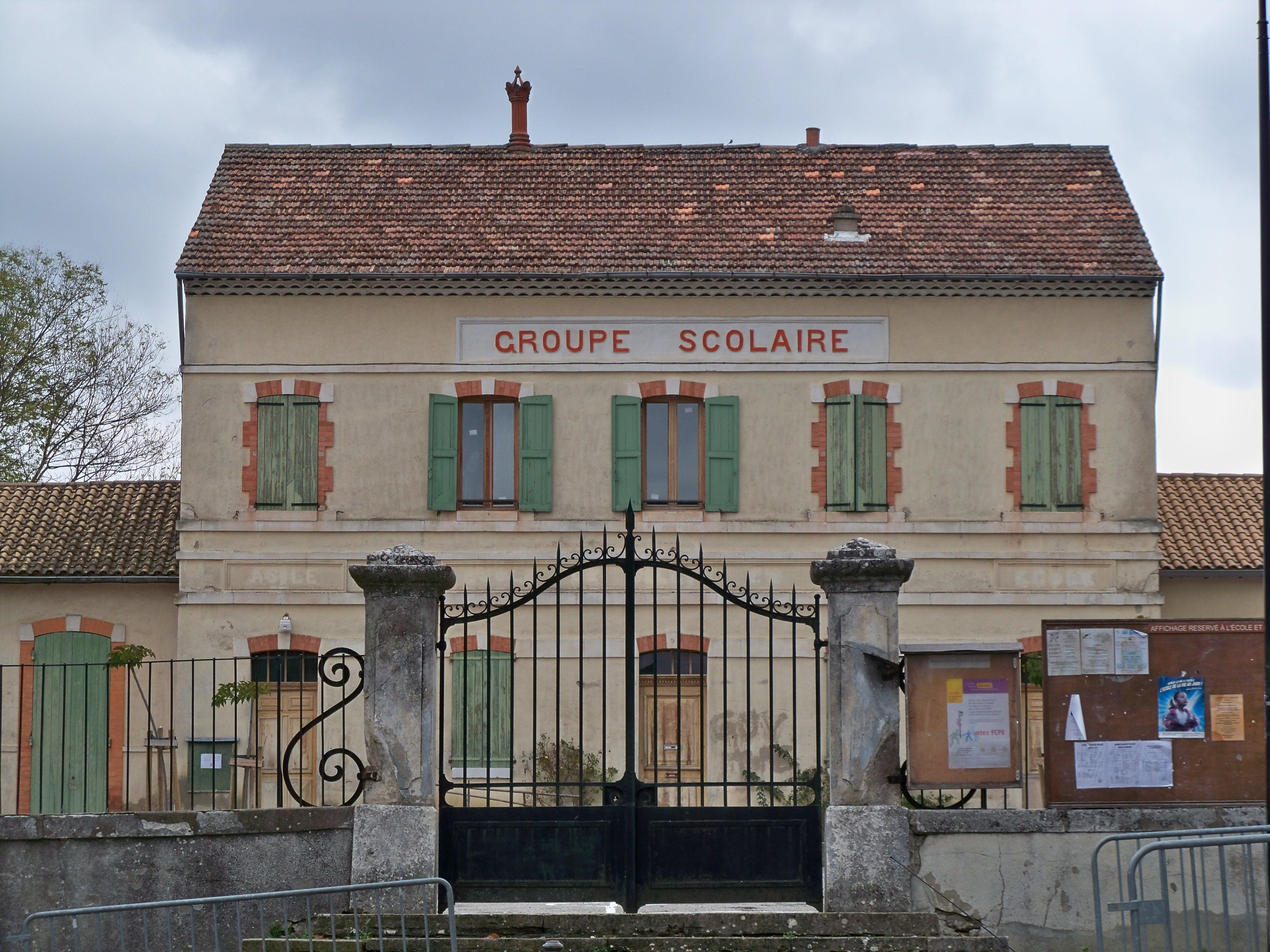
Groupe scolaire.

### Enseignement
La commune est dotée d’une école primaire. Les élèves sont ensuite dirigés vers le collège puis le lycée Charles-de-Gaulle à Apt (également appelée Cité scolaire d'Apt).

### Sports
Sur la commune on trouve un court de tennis, un centre équestre, une piscine municipale, un club de foot jumelé avec Reillanne, un mini-golf et un boulodrome.

### Santé
L'hôpital le plus proche est celui d'Apt.

### Service public
Il y a La Poste et une gendarmerie.

## Économie

### Aperçu général
En 2009, la population active s’élevait à 472 personnes, dont 84 chômeurs (91 fin 2011). Ces travailleurs sont majoritairement salariés (69 %) et travaillent majoritairement hors de la commune (57 %). L’essentiel des établissements de la commune se trouvent dans le secteur tertiaire (62 % et 80 % de l’emploi salarié en 2010).

### Agriculture

Agriculture à Céreste.
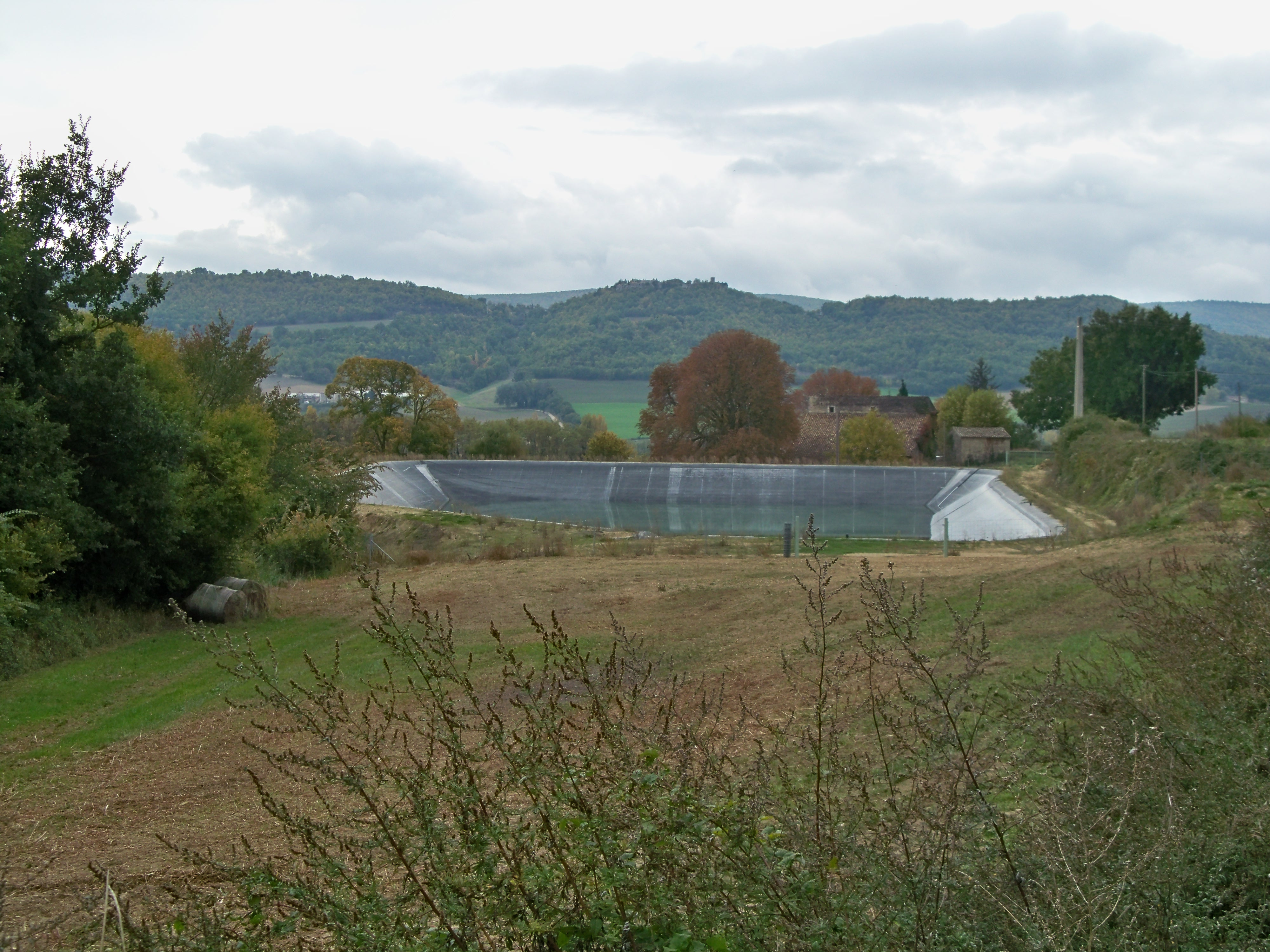
Retenue collinaire pour l'irrigation.
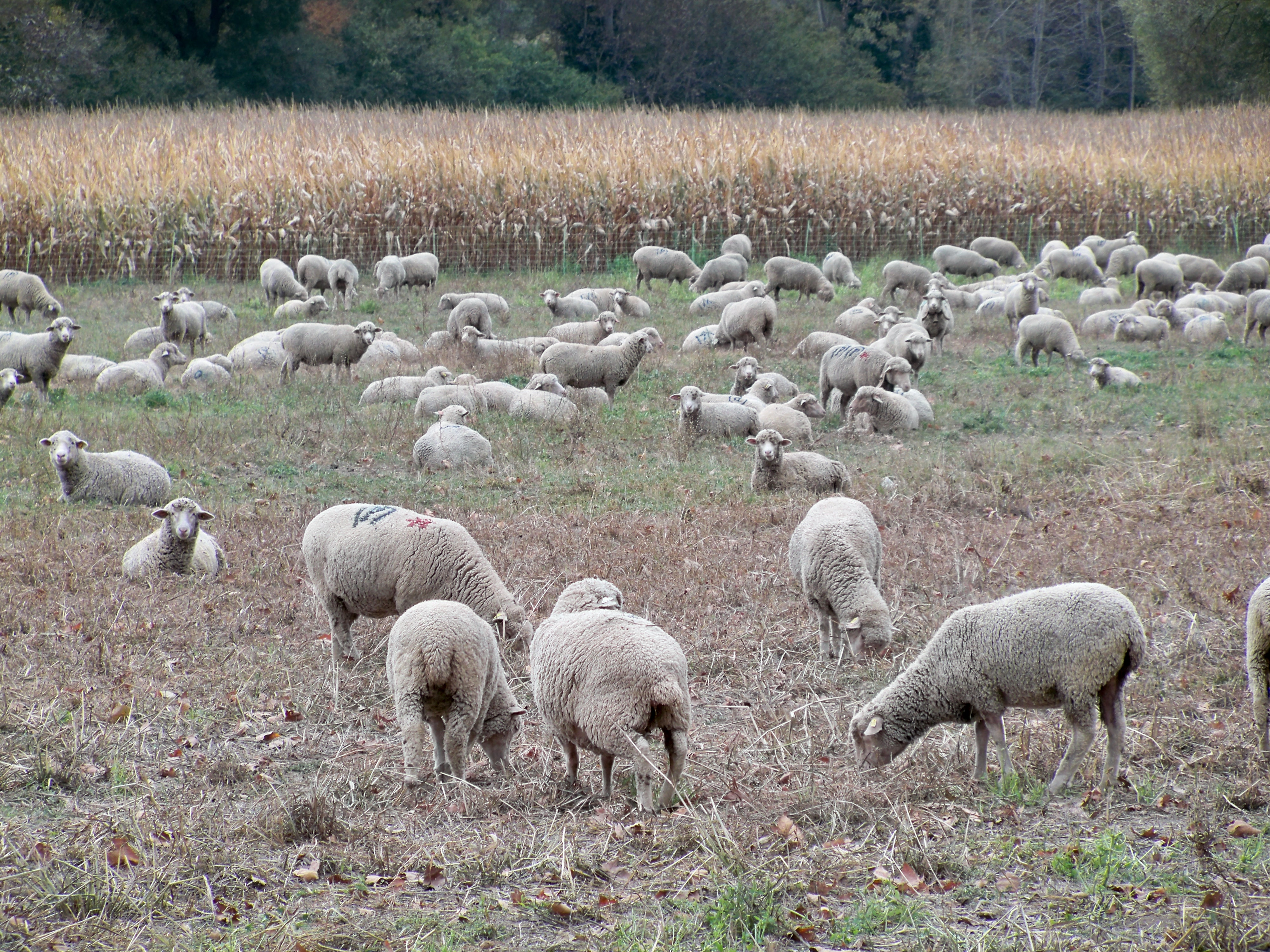
Troupeau de moutons.
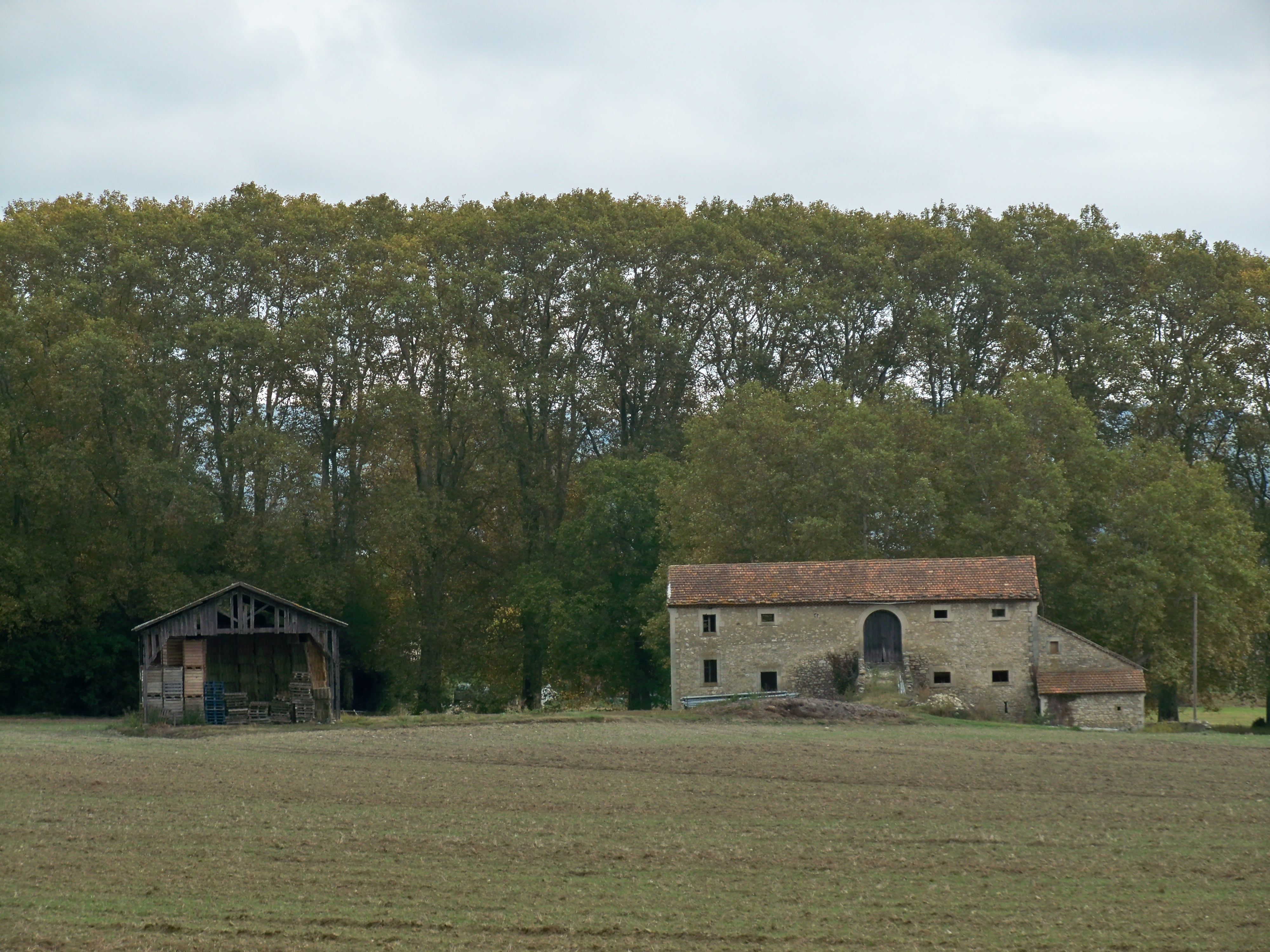
Grange et bâtiment agricole ancien.

Fin 2010, le secteur primaire (agriculture, sylviculture, pêche) comptait 27 établissements agricoles actifs au sens de l’Insee (non-professionnels) et deux emplois salariés.
Le nombre d’exploitations professionnelles, selon l’enquête Agreste du ministère de l’Agriculture, est de 16 en 2010. Il était de 18 en 2000, de 33 en 1988. Actuellement, ces exploitants sont essentiellement tournés vers les grandes cultures, l’élevage ovin, des exploitations pratiquant la polyculture subsistent encore. De 1988 à 2000, la surface agricole utile (SAU) a fortement augmenté, de 724 ha à 1 364 ha. La SAU a chuté lors de la dernière décennie, à 576 ha.
La culture de l’olivier est pratiquée dans la commune depuis des siècles, tout en étant limitée à des surfaces restreintes. Le terroir de la commune se situe en effet à la limite altitudinale de l’arbre, qui ne peut que difficilement être exploité au-delà des 650 mètres.

### Industrie
Fin 2010, le secteur secondaire (industrie et construction) comptait 32 établissements, employant 22 salariés.

### Activités de service
Fin 2010, le secteur tertiaire (commerces, services) comptait 76 établissements (avec 56 emplois salariés), auxquels s’ajoutent les 22 établissements du secteur administratif (regroupé avec le secteur sanitaire et social et l’enseignement), salariant 43 personnes.

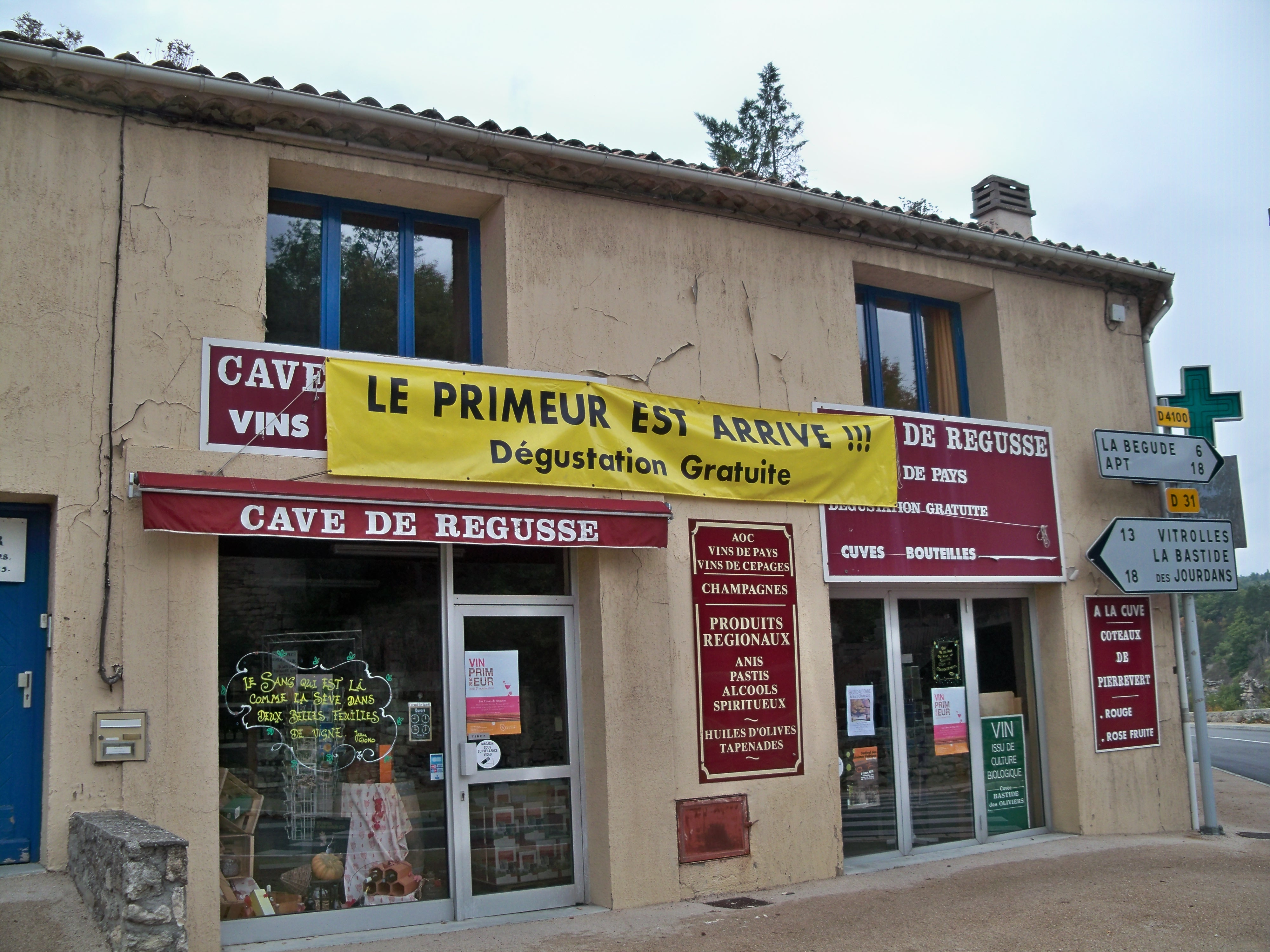
Cave à vin.
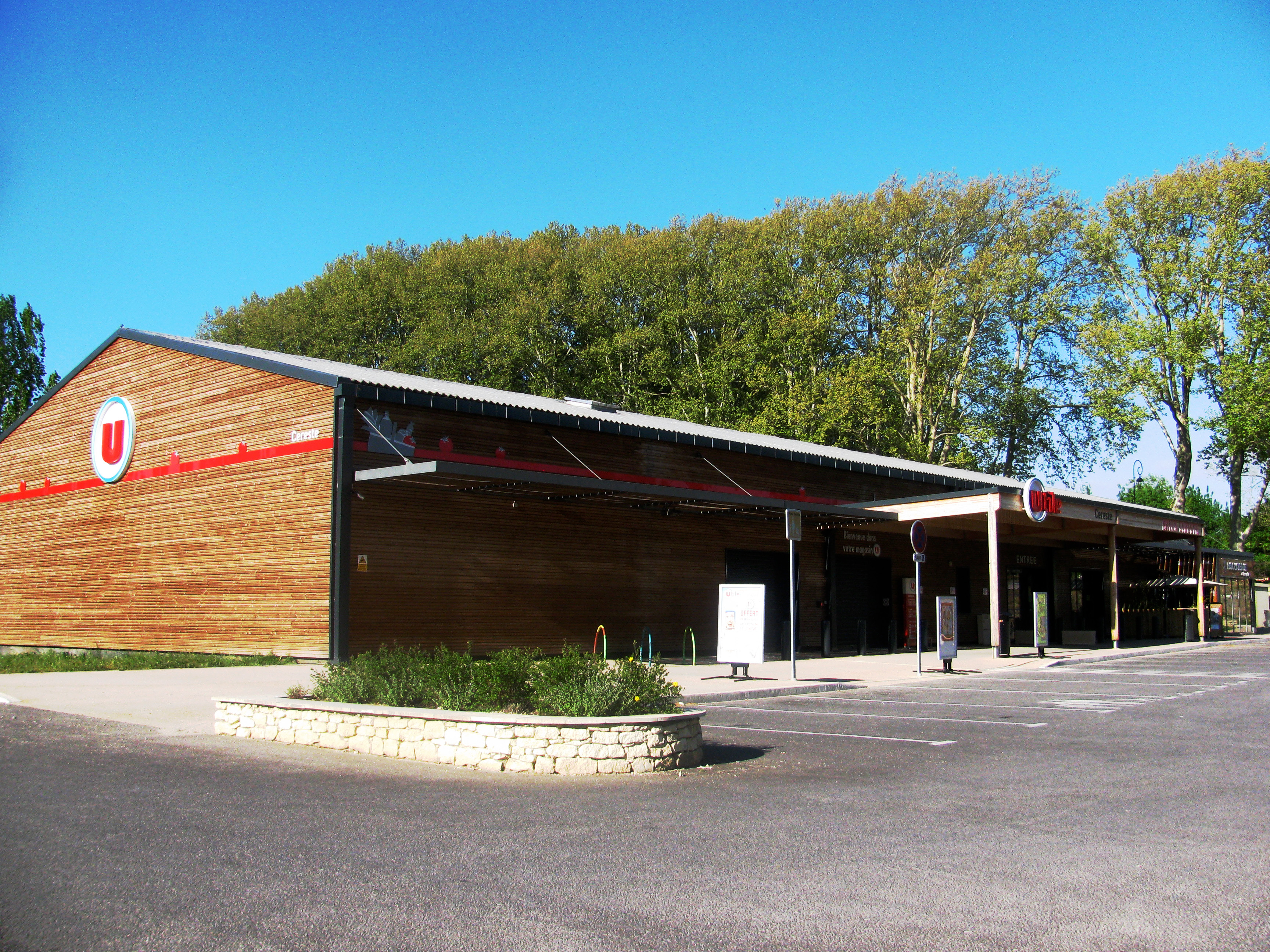
Centre commercial
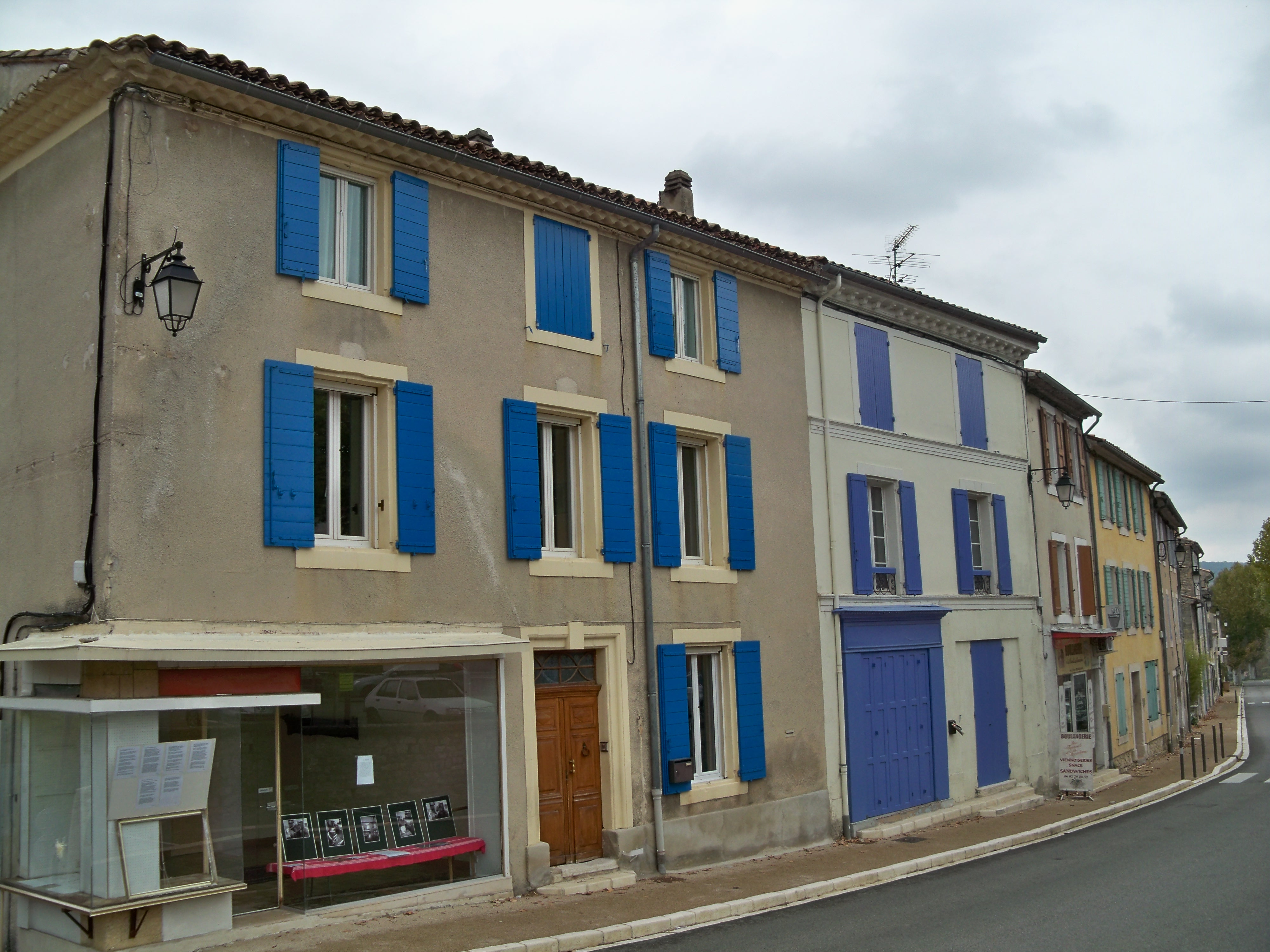
Le Cours, artère commerçante.

D'après l’Observatoire départemental du tourisme, la fonction touristique est assez importante pour la commune, avec entre un et cinq touristes accueillis par habitant
, l’essentiel de la capacité d'hébergement étant non-marchande. Plusieurs structures d’hébergement à finalité touristique existent dans la commune :
- un hôtel[112] (classé deux étoiles[113]), avec 12 chambres[114] ;
- une aire naturelle de camping[115];
- plusieurs meublés[116],[117] ;
- des chambres d’hôtes[118] ;
- un village de vacances[119].

Les résidences secondaires apportent un complément appréciable à la capacité d’accueil : au nombre de 288, elles représentent un tiers des logements. Cinq résidences secondaires possèdent plus d’un logement,.
À Céreste, le tourisme a plusieurs aspects : un côté historique et culturel, qui s'appuie sur un patrimoine riche (village médiéval, prieuré de Carluc) et sur les activités festives proposées tout au long de l'année ; le tourisme détente ; le tourisme vert, grâce aux nombreux chemins de randonnées et du cadre protégé qu'offrent le massif du Luberon et ses environs.

## Vie locale

### Cultes

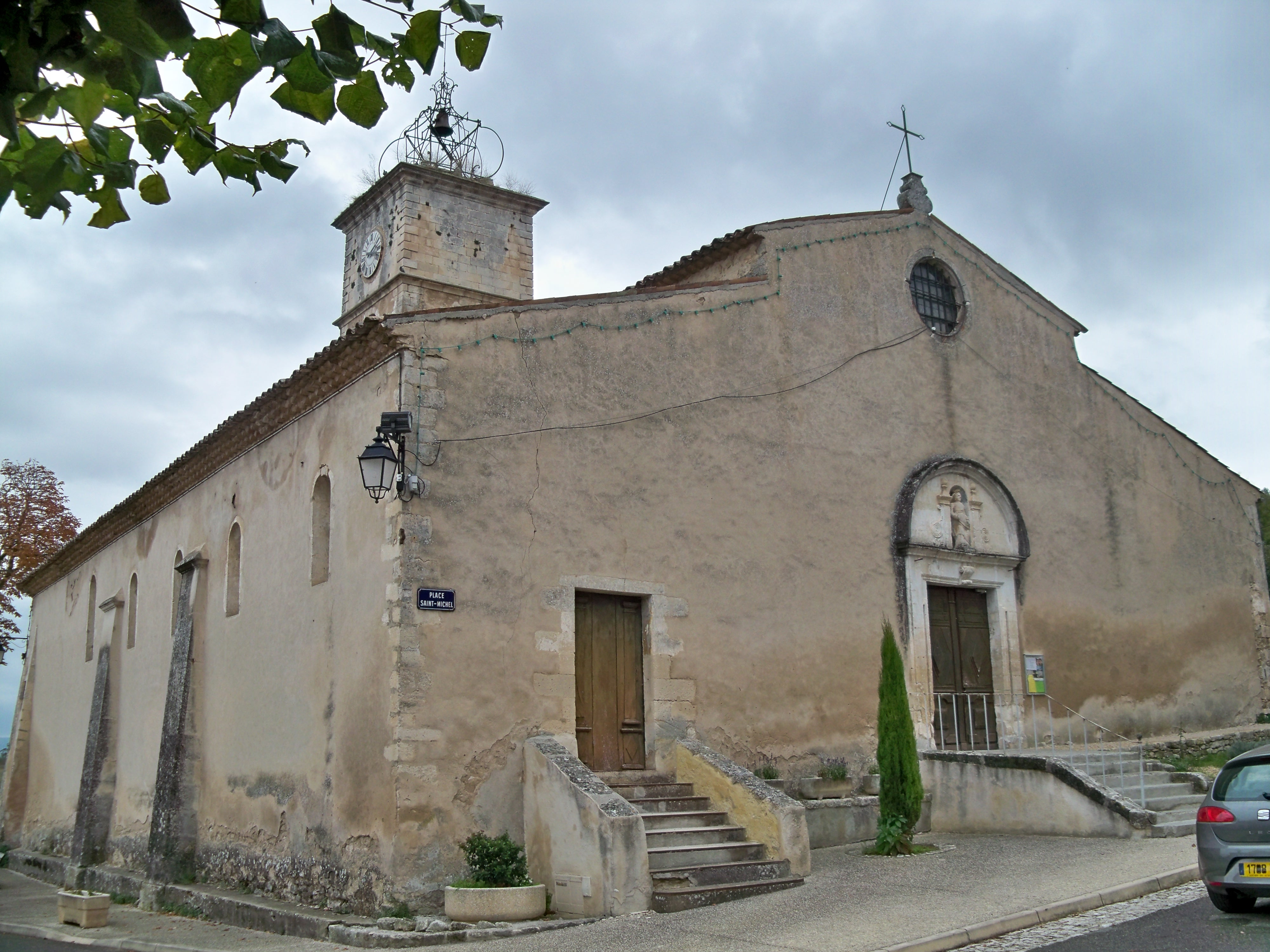
Église paroissiale Saint-Michel

La paroisse est rattachée à un groupe inter-paroissial qui comprend Aubenas-les-Alpes, Céreste, Dauphin, Lincel, Mane, Montfuron, Montjustin, Oppedette, Reillanne, Sainte-Croix-à-Lauze, Saint-Maime, Saint-Martin-les-Eaux, Saint-Michel-l'Observatoire, Vachères et Villemus. Le culte est célébré alternativement dans les églises de ces quinze communes.

### Environnement et recyclage
La collecte et traitement des déchets des ménages et déchets assimilés et la protection et mise en valeur de l'environnement se font dans le cadre de la Communauté de communes du Pays d'Apt.

### Folklore

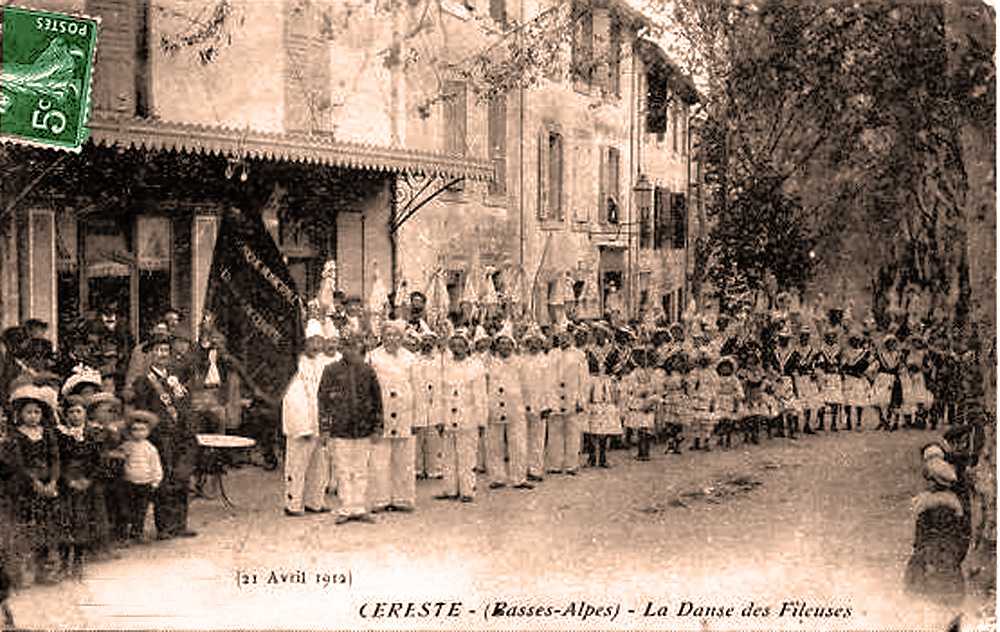
La danse des fileuses en 1912

Au début du XXe siècle, dans le village se dansait encore la danse des fileuses ou danse des quenouilles. Originellement, cette danse populaire était celle des bergères qui l'exécutaient en tenant en main faucille, quenouilles, dévidoir ou fuseau. Quand elle était dansée de nuit « les figurants, vêtus de blanc et grimés en femmes », tenaient des quenouilles de papier en guise de lanternes.
Un journal de l'époque donne un compte-rendu de cette manifestation : « Rien de plus gai et d'amusant comme cette longue file de personnes, originalement costumée selon la mode du bon vieux temps, se livrant en cadence à des pas de la plus primitive des chorégraphies et toutes porteuses de quenouilles lumineuses, toutes chantant des couplets en langue provençale que le chœur reprend en se livrant à des avant-doux de recul... Cette joyeuse mascarade n'a que le tort de se produire en Carême. ».

## Lieux et monuments
Les remparts ont conservé la porte renaissance (XVe siècle).
Plusieurs maisons du village ont des façades remontant aux XVIe (Le Cours, avec fenêtres à meneau et une petite sculpture anthropomorphe sous le larmier) et XVIIe (une rue des Réfractaires, de 1664 ; rue Imbert, maison à attique et fenêtres arrondies ; cours Aristide-Briand, une maison du XVIIe siècle et plusieurs du XVIIIe siècle).
Une maison médiévale (du XIIIe siècle) est classée monument historique. L’’ancienne maison de la prévôté possède deux cheminées ornées de gypseries.

### Églises et chapelles
L’église paroissiale Saint-Michel est construite au XVIIIe siècle, avec deux travées du bas-côté sud plus anciennes (fin XVe siècle). Jean-Christophe Labadie date l’église d’avant le XVIIe siècle, et fait remonter les travaux d’agrandissement aux XVIIe et XVIIIe siècles. Elle possède une statue de Saint Michel terrassant le dragon, de 130 cm de haut, en bois polychrome et doré. Saint Michel est vêtu en centurion romain. Le clocher est surmonté d’un campanile provençal en fer.
La chapelle Saint-Georges est située dans une pinède, près du Calavon, 1 km à l’ouest de Céreste. Cette chapelle a été vandalisée en 2014 par des personnes à la recherche d'un trésor. Les études réalisées par les services de la DRAC, la font remonter à une époque plus ancienne.
La chapelle Notre-Dame-de-Pitié est construite au XVe siècle. Une chapelle romane se trouve dans le centre.
À 3 km du village, se trouve le prieuré de Carluc, dont la chapelle est en partie classée monument historique, en partie inscrite. Ce prieuré dépendait de l’abbaye de Montmajour. Autour du prieuré, se trouve une nécropole médiévale, en partie rupestre et souterraine (une galerie la reliant à la chapelle).

Monuments de Céreste.
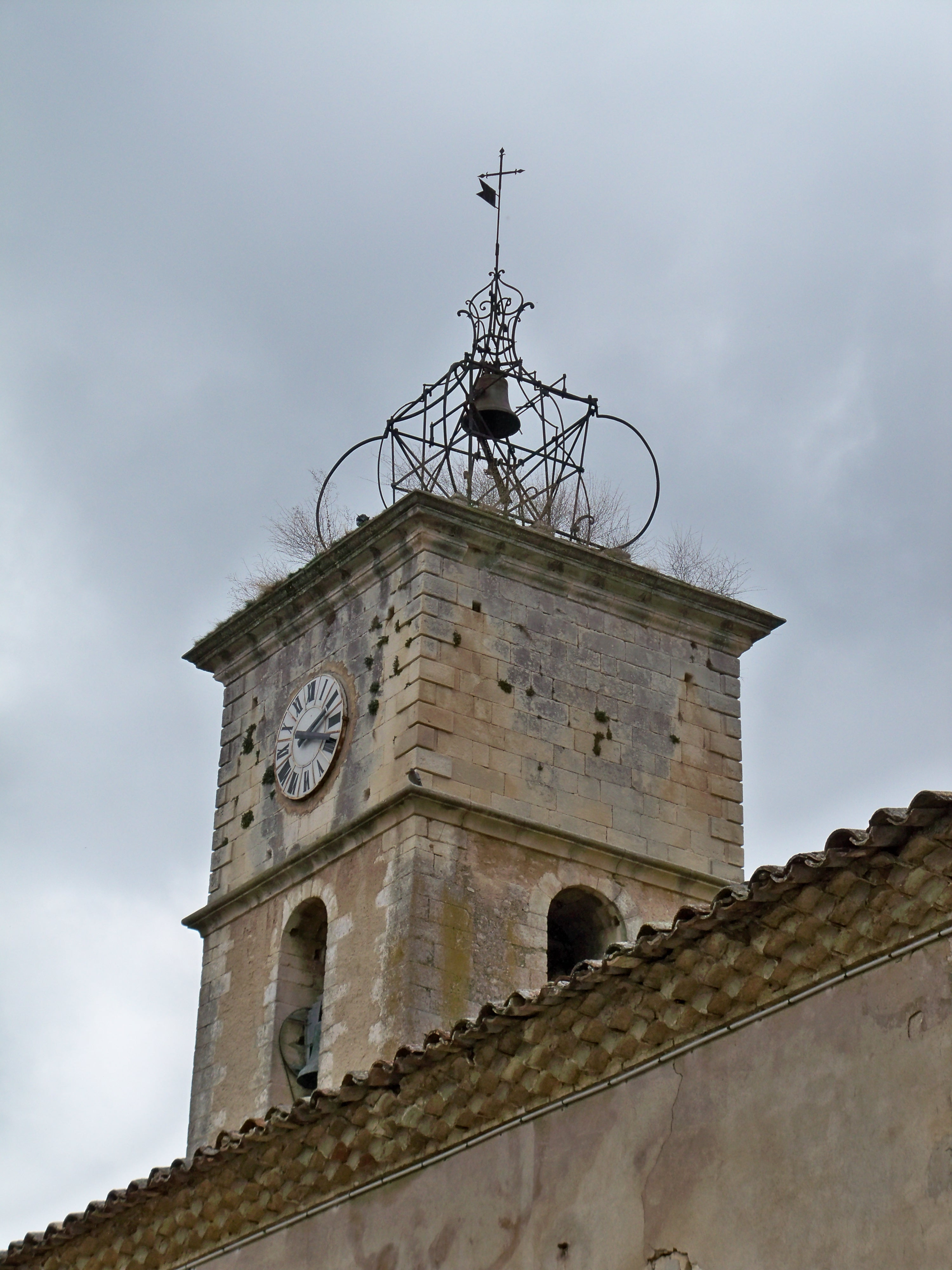
Campanile de l'église de Céreste.
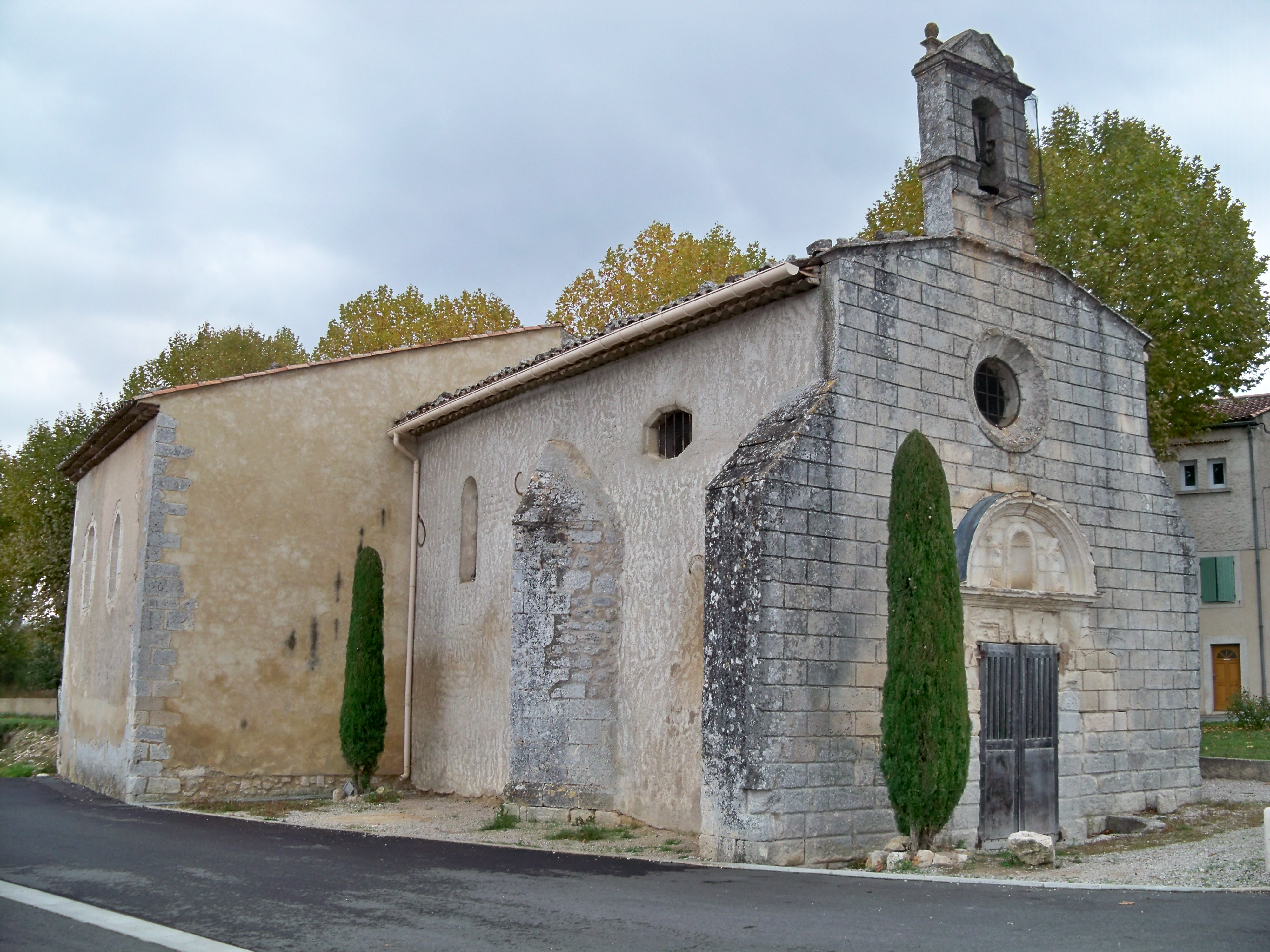
Chapelle des Pénitents, à la sortie du village.
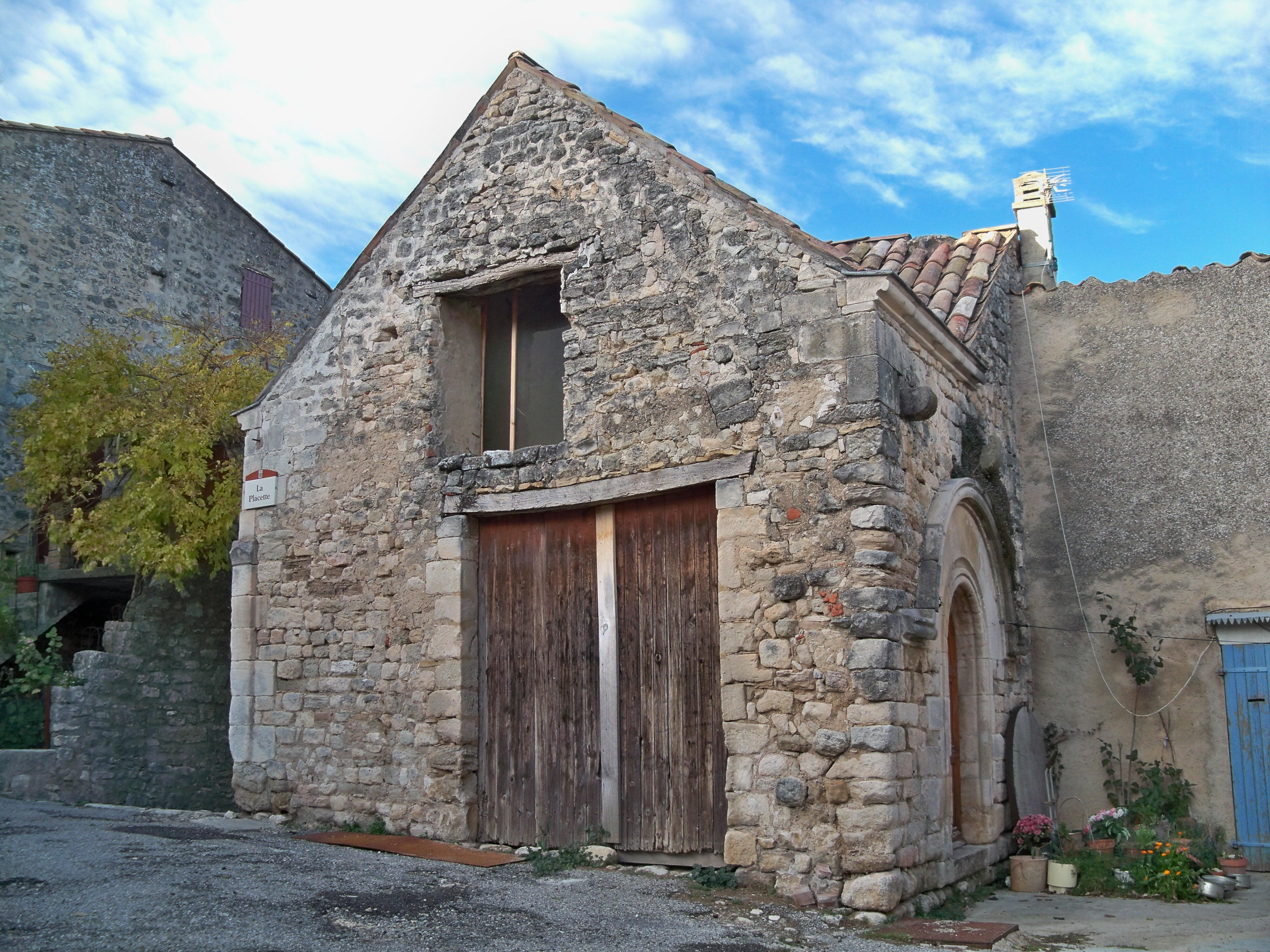
Maison médiévale, datée du XIIIe siècle.
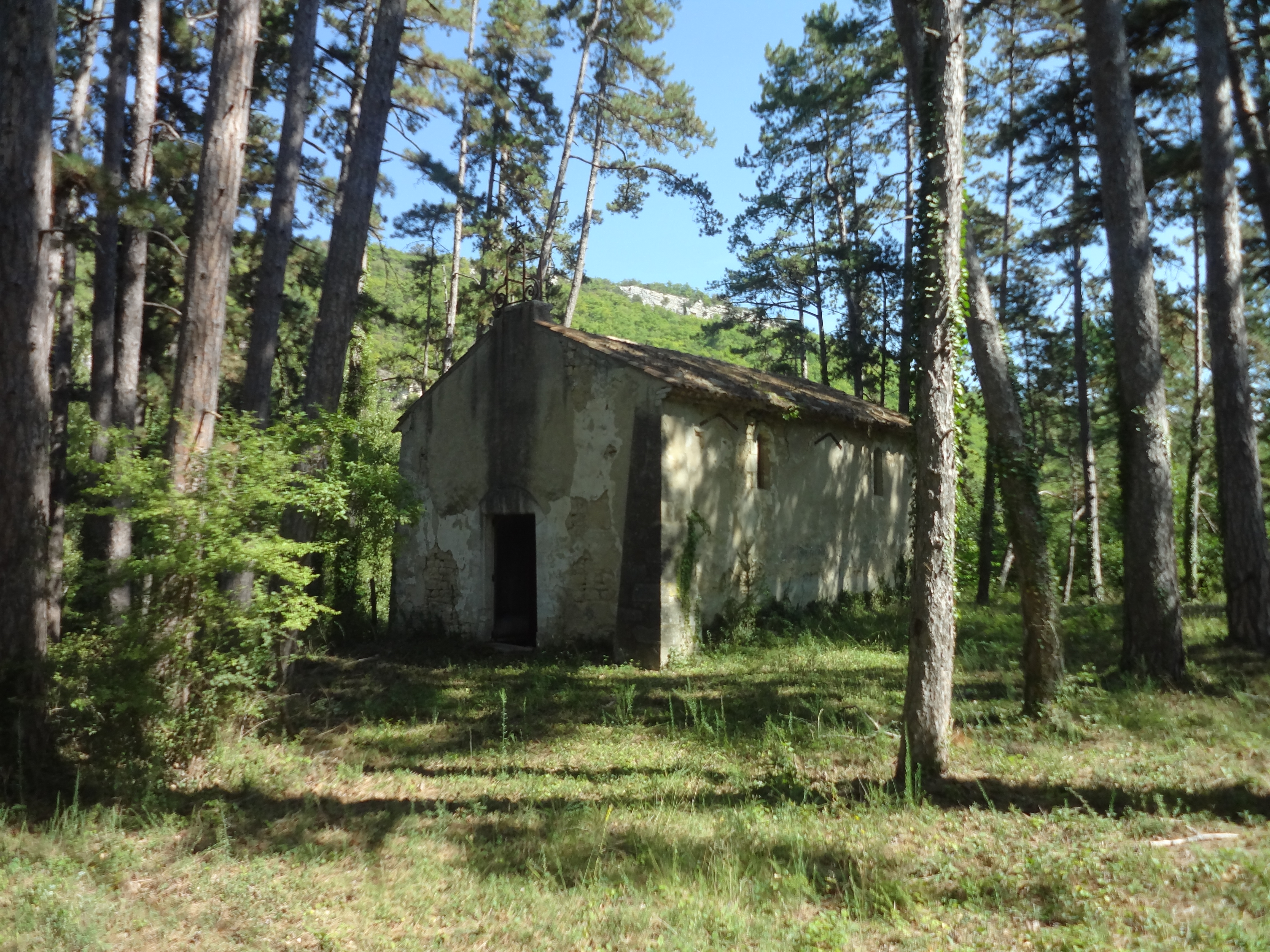
Chapelle Saint-Georges, dans les bois.
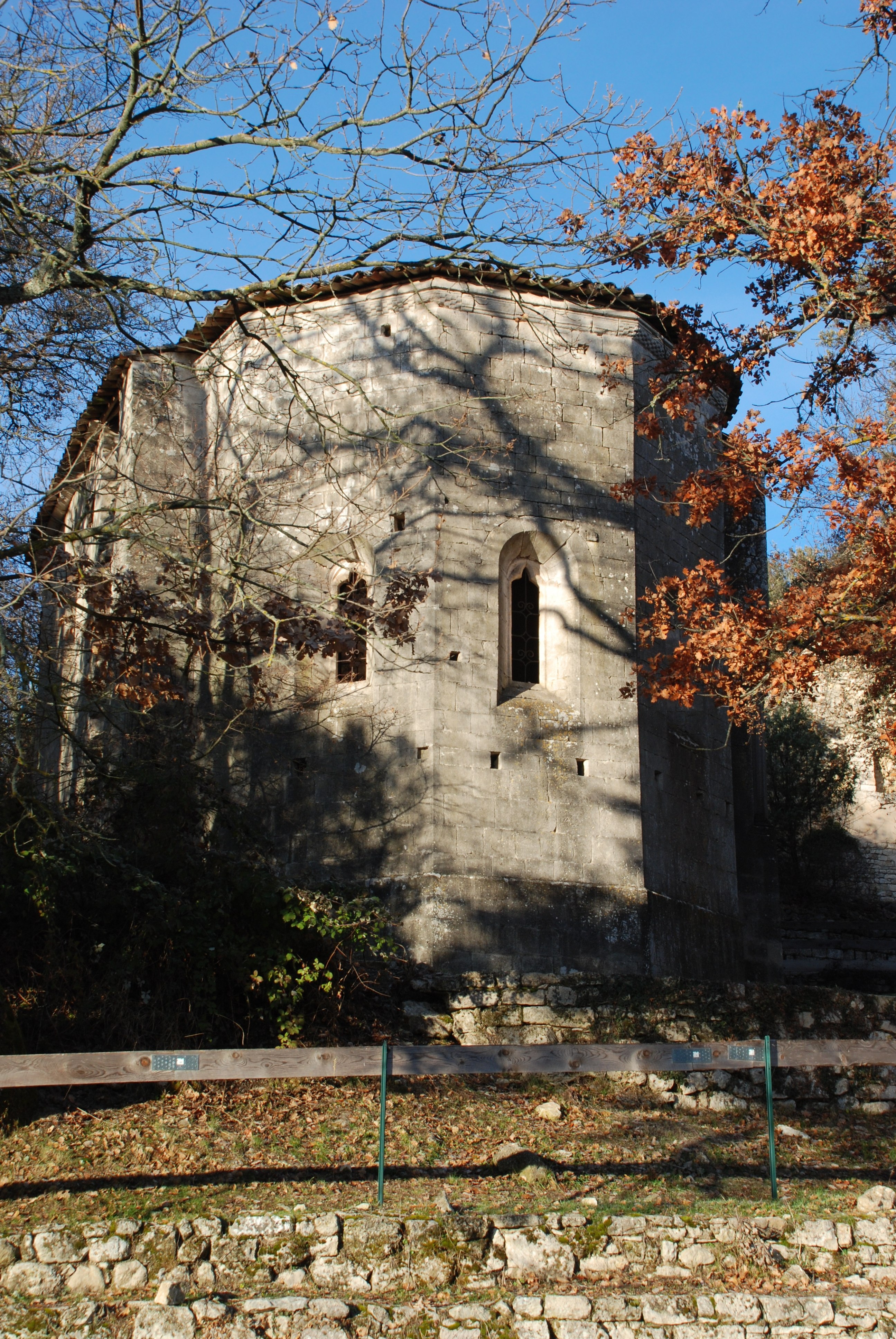
Prieuré de Carluc.

### Ponts
Le pont romain, à l’est du village, permettait à la voie domitienne de franchir l’Aiguebelle (affluent de l’Encrême, lui-même affluent du Calavon). Construit à la fin du Ier siècle av. J.-C., il était large de 6,5 m et long de 36 m, avec deux arches de 6 m. Ses deux particularités : une semelle de fondation construite en grand appareil, l'une des rares semelles filantes romaines subsistantes (148 m²) ; et c’est un des rares ponts anciens à deux arches (et même à un nombre pair d’arches). Arasé à la fin du XIXe, lors des travaux sur la RN 100, il n’en reste aujourd'hui que la pile centrale et les rampes d’accès à murs parementés.
Le pont de la Baou sur l’Encrême, dit «aussi pont romain» : construit sur la route de Carluc et Reillanne, son tablier mesure 19 m de long par 3,95 m de large, soutenu par une arche surbaissée de 10,5 m de portée, et de 4,5 m de hauteur sous clef. La chaussée mesure 3,15 m de large. En fait de pont romain, d’après les archives, il n'est construit qu'en 1740 , mais classé monument historique comme pont romain en 1862, Il est établi sur le gué antique de l’Encrême. À proximité devait se trouver le prieuré de Saint-Vincent-du-Pont.
Le pont sur le Calavon : long de 60 m et large de 5,1 m à l’origine (XVIIIe siècle), il repose sur trois arches surbaissées égales, de 12,45 m de portée. Il est doté d'avant et d'arrière-becs triangulaires, à chaperons prismatiques. Les corbeaux saillants qui ont été réservés lors de la taille des pierres pour servir de support au cintre subsistent. Au XXème, le tablier du pont a été élargi en surplomb.

Les ponts anciens de Céreste.
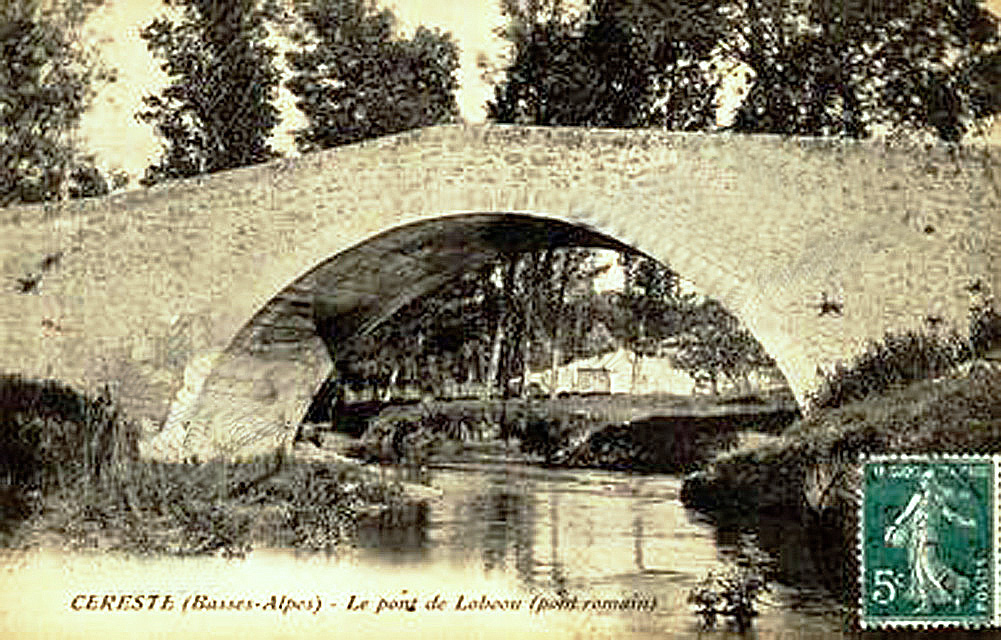
Le pont romain au début du XXe siècle.
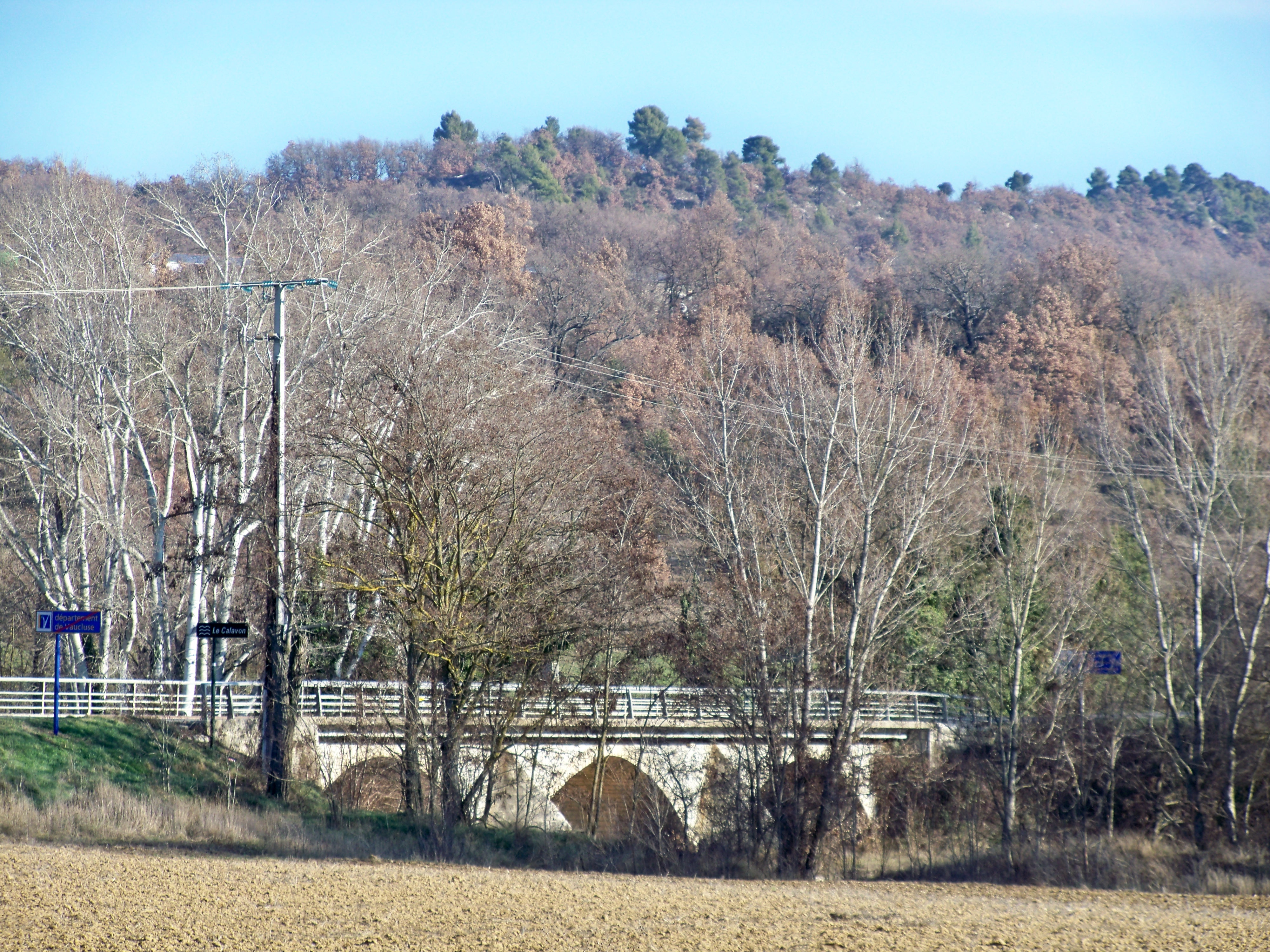
Pont à trois arches sur le Calavon.
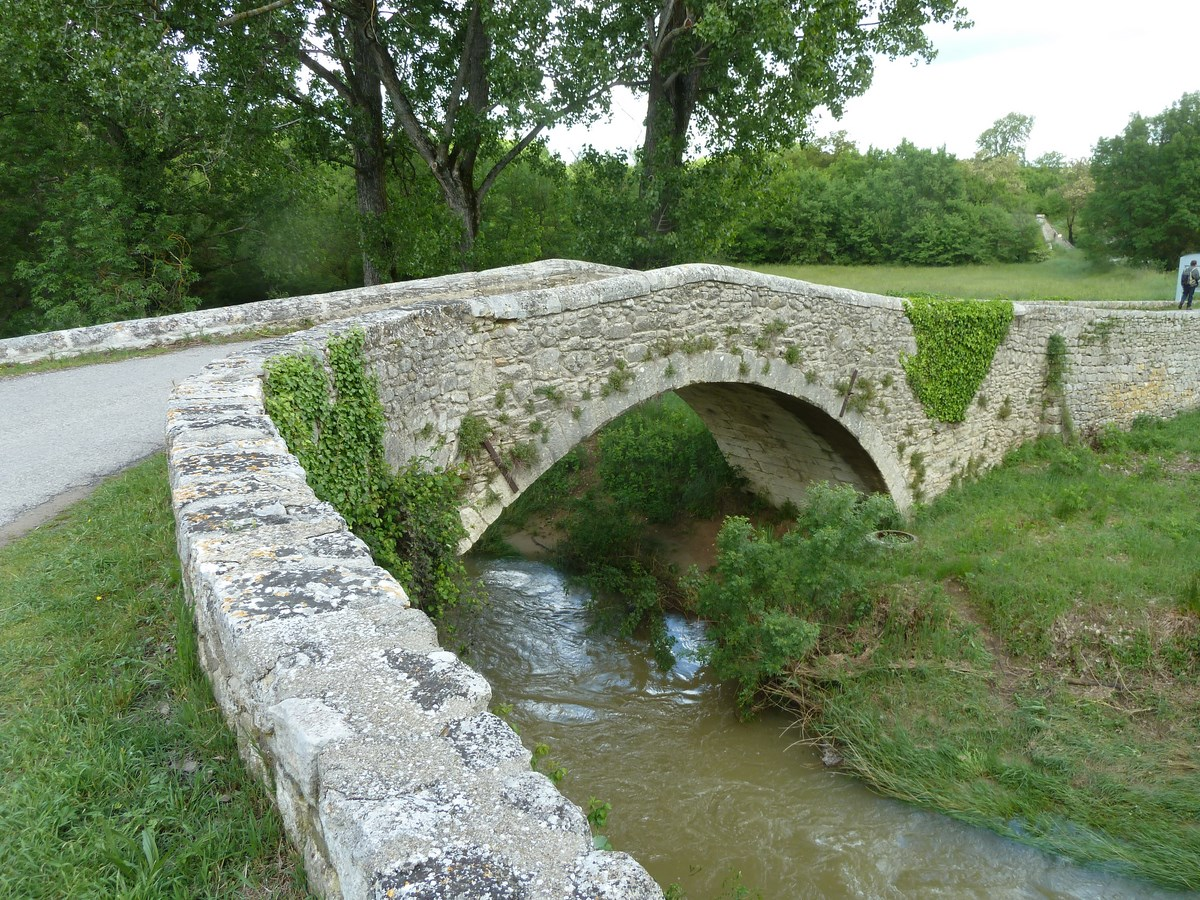
Le pont médiéval sur l’Encrême.

### Habitat traditionnel
Les différentes formes d’habitat traditionnel provençal sont représentées dans la commune : maisons en hauteur au village, où hommes et bêtes vivaient sous le même toit, mais aussi des maisons isolées dans les collines. Au XIXe siècle se sont ajoutées hors du village des maisons à terre. Toutes ces constructions sont pensées pour les besoins agricoles : terrasse pour sécher les fruits, grenier pour serrer le foin et le grain.

Habitat traditionnel à Céreste.
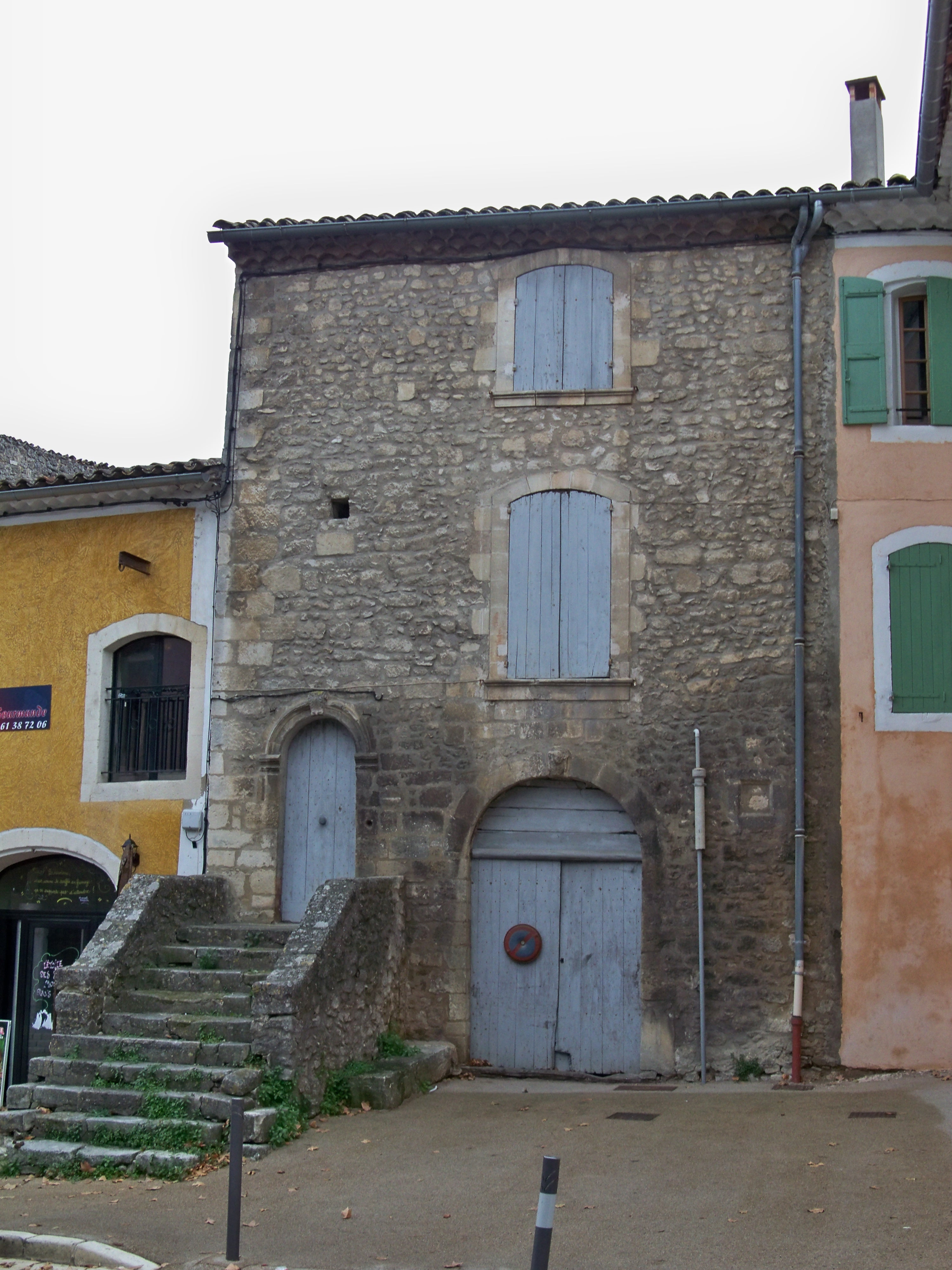
Sur le Cours, vieille demeure à façade du XVIe.
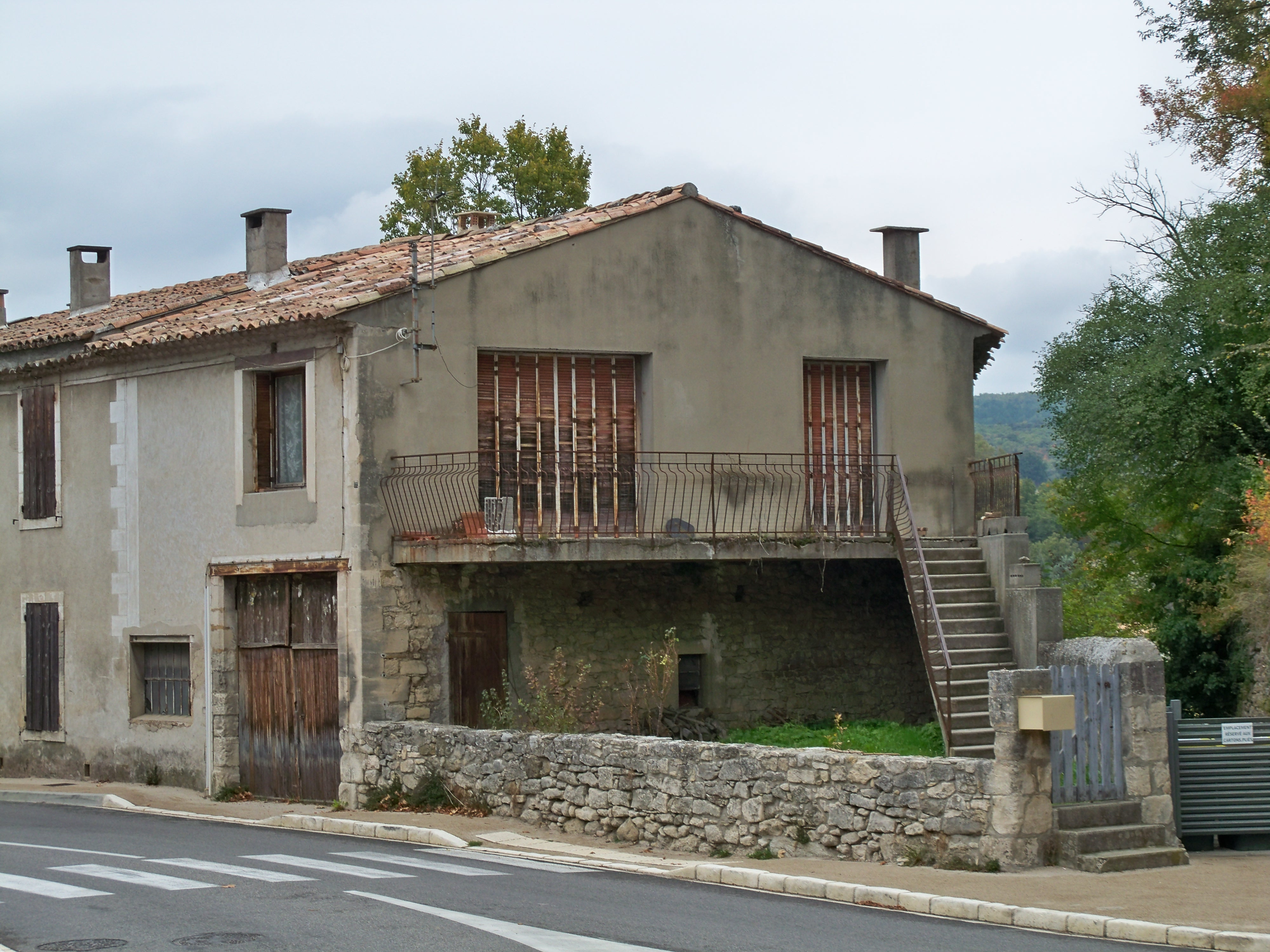
Maison à pontin à l'entrée de Céreste, sa construction date du milieu du XXe siècle.
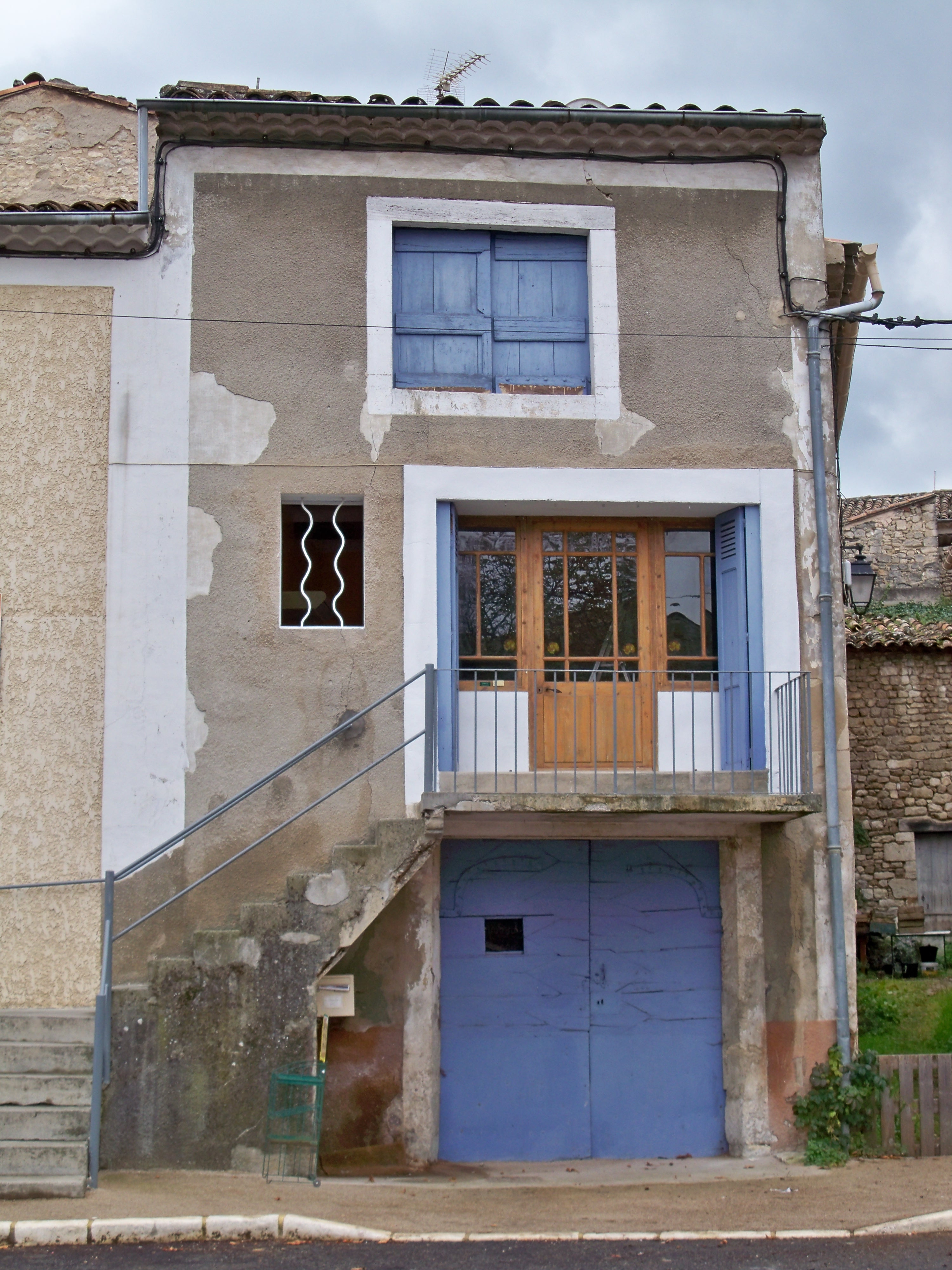
Maison en hauteur à l'intérieur du village.
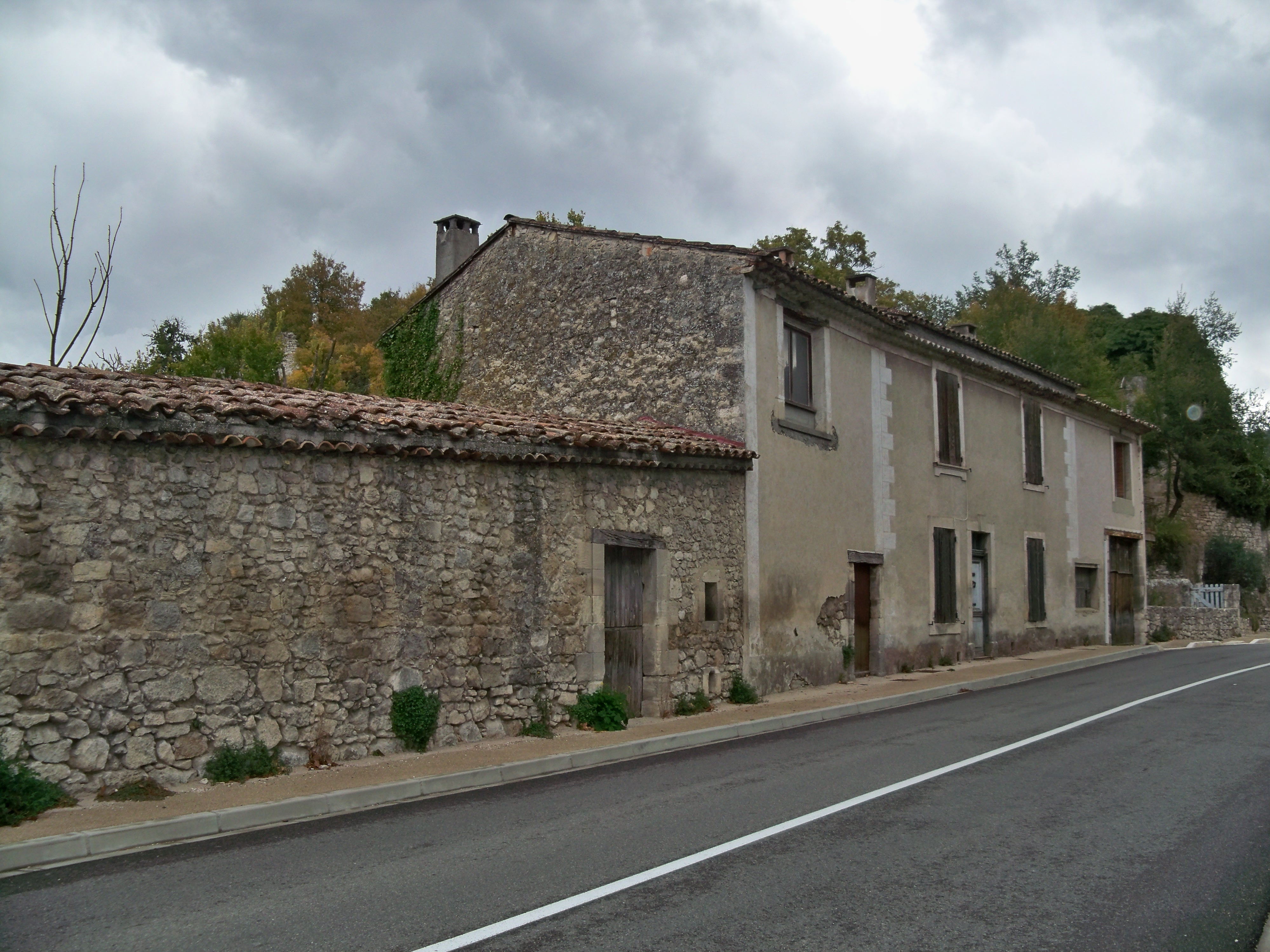
Maison à terre à l'entrée du village.
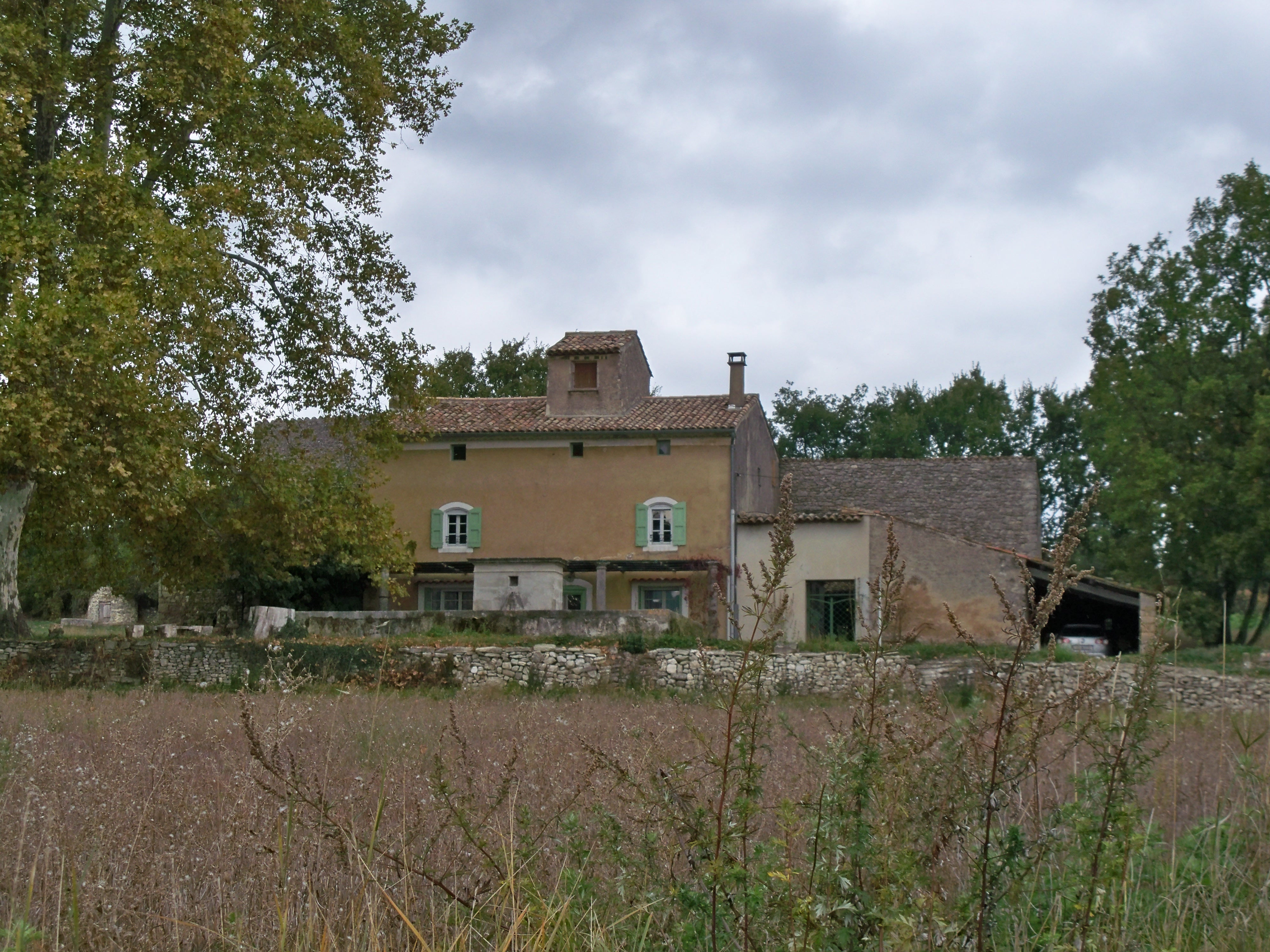
Classique maison à terre à l'extérieur du village.
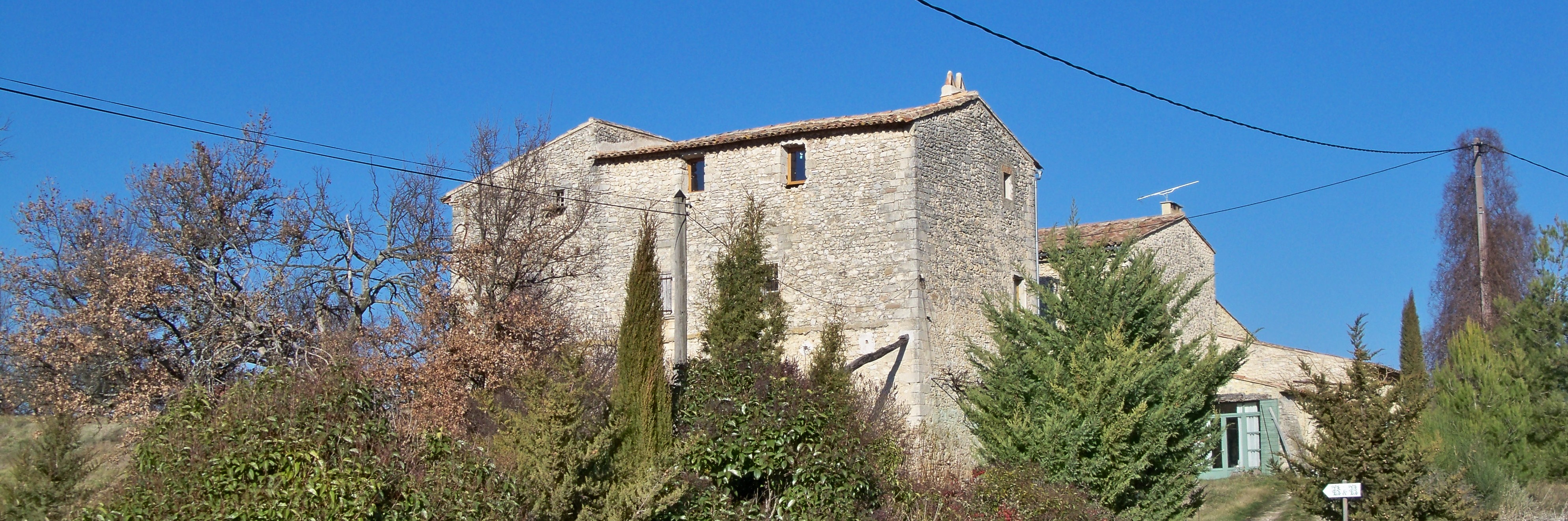
Grande bastide de Céreste.

Les pigeonniers de particuliers sont souvent construits au XIXe siècle, et se signalent par des plaques vernissées en façade, protégeant les oiseaux des rongeurs. L'approvisionnement en eau des différentes constructions était très souvent complété par une citerne qui recueillait les eaux de pluie de la toiture.
Les cabanons fournissent un habitat aménagé près de champs ou de vignes éloignées.

## Personnalités liées à la commune
- Charles Barbeyras (1629-1699), né à Céreste, médecin du cardinal de Bouillon[139],[140].
- Louis de Brancas (1672-1750), marquis de Céreste, fut maréchal de France.
- Joseph Solliers (1764-1838), orateur de renom, vicaire général du diocèse d'Avignon.
- René Char (1907-1988), poète et résistant, qui y établit son QG de résistance pendant la Seconde Guerre mondiale.
- Henri Claude Panet-La Trémolière, né en 1783 à Céreste, historien des religions[141]
- le poète du Félibrige Joan-Baptista Gra de son nom occitan, né en 1831 à Curbans et curé de Céreste
- Chautard (Elie, Antonin, Marcel), personne morte en déportation.